# Lista de prêmios e indicações recebidos por Uncharted 2: Among Thieves
Uncharted 2: Among Thieves é um jogo eletrônico de ação-aventura desenvolvido pela Naughty Dog e publicado pela Sony Computer Entertainment. Na história, os jogadores controlam Nathan Drake, um ladrão e caçador de tesouro que através de seu amigo Harry Flynn reencontra um antigo affair, Chloe Frazer e juntos vão em busca da lendária pedra cintamani e acabam a encontrando na mitológica cidade de Shambhala. Nessa aventura Drake é traído por seu amigo, e com ajuda de Chloe ele consegue auxílio de Sully para se livrar da prisão e continuar sua busca. Através de Chloe eles ficam sabem que Flynn trabalha para o terrorista Zoran Lazarević que também tem o mesmo objetivo que Nathan e seus amigos. Coincidentemente Drake encontra sua ex-namorada a repórter, Elena Fisher e seu cameraman Jeff Wynia que estão investigando os ataques de Lazarević em alguns países do subcontinente indiano. A criadora da série, Amy Hennig retornou à frente da direção do jogo ao lado de Bruce Straley e ao roteiro com auxílio de Neil Druckmann e Josh Scherr, sendo anunciado oficialmente na revista Game Informer de dezembro de 2008. e um dos jogos mais esperados de 2009 não apenas para o seu console mas como um todo.
O jogo recebeu inúmeros prêmios de sua prévia exibida na Electronic Entertainment Expo e ganhou vários prêmios de Melhor Jogo do Show de mídias especializadas. Uncharted 2: Among Thieves foi lançado em 13 de outubro de 2009 na América do Norte, 15 de outubro de 2009 no Japão e Oceania e 16 de outubro de 2009 na Europa. O jogo foi aclamado pela crítica e pelo público recebendo uma média de 9.6/100 pela crítica e 8.8/100 pelos usuários no agregador de resenhas, Metacritic e aprovação de 96.43% no GameRankings. 96,43% Alcançando a marca mundial de 6,7 milhões de cópias e entrando para o Guinness World Records como o jogo de ação-aventura exclusivo para PlayStation 3 mais aclamado pela crítica. Façanha não alcançada por nenhum dos jogos da série lançados depois e nem por The Last of Us.
Uncharted 2: Among Thieves recebeu a maior quantidade de nomeações nas premiações mais importantes em inúmeras categorias, a maioria sendo como jogo do ano, melhores gráficos, melhor jogo de ação-aventura, roteiro, atuação, composição. O título obteve quinze nomeações no D.I.C.E. Awards, vencendo em nove delas como jogo do ano, realização proeminente em direção de jogo, jogo de aventura do ano, realização proeminente em animação, realização proeminente em engenharia visual, realização proeminente em direção de arte, realização proeminente em história original, realização proeminente em composição de música, realização proeminente em engenharia de jogabilidade, realização proeminente em design de som. No Spike Video Game Awards ele conseguiu oito nomeações, angariando três prêmios dentre elas como melhor jogo de playstation 3, melhores gráficos e jogo do ano, e sete nomeações no Game Developers Choice Awards, conquistando cinco destes, como melhor áudio, melhor arte visual, melhor tecnologia, melhor roteiro e jogo do ano.
O jogo também conseguiu auferir outros diverso prêmios em distintas premiações acadêmicas, tal qual o NAVGTR Awards, alcançando o surpreendente número de quinze indicações e vencendo em oito dela; animação 3D, direção de arte, direção de câmera em motor de jogo, direção em cinema de jogo, gráficos técnicos, condutor de performance em um drama para Nolan North como Nathan Drake, iluminação/textura, efeitos de som, roteiro em um drama e sequência em jogo de aventura. Na britânica BAFTA Video Game Awards dez nomeações e três prêmios nas categorias composição original, melhor história e melhor uso de áudio. Amy Hennig foi galardeada por seu trabalho na categoria roteiro de videogame  pelo Writers Guild of America Awards, e seus colegas dubladores; Nolan North, Emily Rose, Claudia Black, Steve Valentine, Graham McTavish foram muito enaltecidos por seus ofícios. Uncharted 2 ainda recebeu o prêmio de melhor edição de som pelo Motion Picture Sound Editors. Além de aparecer em diversas listas de melhores jogos de 2009 pela mídia especializada, ganhando o prêmio máximo de jogo do ano pela IGN, Eurogamer, Kotaku dentre outros.

## Prêmios
| Data                    | Premiação                                                                 | Categoria                                                            | Receptor(es)                                           | Resultado       | Ref             |
| ----------------------- | ------------------------------------------------------------------------- | -------------------------------------------------------------------- | ------------------------------------------------------ | --------------- | --------------- |
| 5 de junho de 2009      | 1UP.com - Best Games of E3 2009                                           | Melhor Show                                                          | Uncharted 2: Among Thieves                             | Venceu          | [ 10 ]          |
| 5 de junho de 2009      | 1UP.com - Best Games of E3 2009                                           | Jogo do PS3 da E3                                                    | Uncharted 2: Among Thieves                             | Venceu          | [ 10 ]          |
| 8 de junho de 2009      | X-Play - Best of E3 2009                                                  | Jogo do Show                                                         | Uncharted 2: Among Thieves                             | Venceu          | [ 11 ]          |
| 8 de junho de 2009      | X-Play - Best of E3 2009                                                  | Melhor Jogo de PlayStation 3                                         | Uncharted 2: Among Thieves                             | Venceu          | [ 11 ]          |
| 8 de junho de 2009      | GameTrailers - Best of E3 2009 Awards                                     | Melhores Gráficos                                                    | Uncharted 2: Among Thieves                             | Venceu          | [ 50 ]          |
| 8 de junho de 2009      | GameTrailers - Best of E3 2009 Awards                                     | Melhor Tiro em Terceira Pessoa                                       | Uncharted 2: Among Thieves                             | Venceu          | [ 50 ]          |
| 8 de junho de 2009      | GamesRadar - E3 2009 Awards                                               | Demonstração Mais Surpreendentemente Incrível                        | Uncharted 2: Among Thieves                             | Venceu          | [ 12 ]          |
| 10 de junho de 2009     | IGN - Best of E3 2009 Awards                                              | Melhor Tecnologia de Gráficos Global                                 | Uncharted 2: Among Thieves                             | Venceu          | [ 51 ] [ 52 ]   |
| 10 de junho de 2009     | IGN - Best of E3 2009 Awards                                              | Melhor Tecnologia de Gráficos do PlayStation 3                       | Uncharted 2: Among Thieves                             | Venceu          | [ 51 ] [ 52 ]   |
| 10 de junho de 2009     | IGN - Best of E3 2009 Awards                                              | Melhor Jogo de Ação do PlayStation 3                                 | Uncharted 2: Among Thieves                             | Venceu          | [ 51 ] [ 52 ]   |
| 10 de junho de 2009     | IGN - Best of E3 2009 Awards                                              | Melhor Experiência Multiplayer do PlayStation 3                      | Uncharted 2: Among Thieves                             | Venceu          | [ 51 ] [ 52 ]   |
| 10 de junho de 2009     | IGN - Best of E3 2009 Awards                                              | Conquista de Excelência Tecnológica do PlayStation 3                 | Uncharted 2: Among Thieves                             | Venceu          | [ 51 ] [ 52 ]   |
| 10 de junho de 2009     | GameSpot - E3 2009 Editors' Choice Awards                                 | Melhor Jogo de PS3                                                   | Uncharted 2: Among Thieves                             | Venceu          | [ 53 ] [ 54 ]   |
| 10 de junho de 2009     | GameSpot - E3 2009 Editors' Choice Awards                                 | Melhores Gráficos                                                    | Uncharted 2: Among Thieves                             | Venceu          | [ 53 ] [ 54 ]   |
| 10 de junho de 2009     | GameSpy - Best of E3 2009                                                 | PS3 Jogo do Show                                                     | Uncharted 2: Among Thieves                             | Venceu          | [ 55 ]          |
| 15 de junho de 2009     | Eurogamer Italia - Best of E3 2009                                        | Jogo do Show                                                         | Uncharted 2: Among Thieves                             | Venceu          | [ 56 ]          |
| 23 de junho de 2009     | Game Critics Awards - Best of E3 2009                                     | Melhor do Show                                                       | Uncharted 2: Among Thieves                             | Venceu          | [ 13 ]          |
| 23 de junho de 2009     | Game Critics Awards - Best of E3 2009                                     | Melhor Jogo de Console                                               | Uncharted 2: Among Thieves                             | Venceu          | [ 13 ]          |
| 23 de junho de 2009     | Game Critics Awards - Best of E3 2009                                     | Melhor Jogo de Ação/Aventura                                         | Uncharted 2: Among Thieves                             | Venceu          | [ 13 ]          |
| 7 de julho de 2009      | All Age Gaming's 2009 Game of the Year                                    | Melhores Gráficos                                                    | Uncharted 2: Among Thieves                             | Venceu          | [ 57 ]          |
| 7 de julho de 2009      | All Age Gaming's 2009 Game of the Year                                    | Melhores Jogo de Ação-aventura                                       | Uncharted 2: Among Thieves                             | Indicado        | [ 57 ]          |
| 7 de julho de 2009      | All Age Gaming's 2009 Game of the Year                                    | Jogo do Ano                                                          | Uncharted 2: Among Thieves                             | Indicado        | [ 57 ]          |
| 28 de agosto de 2009    | Gamescom Awards 2009                                                      | Melhor Jogo de Console                                               | Uncharted 2: Among Thieves                             | Venceu          | [ 58 ]          |
| 2 de dezembro de 2009   | Gamekult Awards 2009                                                      | Melhor Exclusivo do Ano                                              | Uncharted 2: Among Thieves                             | Venceu          | [ 59 ]          |
| 2 de dezembro de 2009   | Gamekult Awards 2009                                                      | Jogo do Ano                                                          | Uncharted 2: Among Thieves                             | Venceu          | [ 59 ]          |
| 2 de dezembro de 2009   | Gamekult Awards 2009                                                      | Favorito do Ano                                                      | Uncharted 2: Among Thieves                             | Segundo         | [ 59 ]          |
| 3 de dezembro de 2009   | IGN AU's - Game of The Year 2009                                          | Jogo do Ano                                                          | Uncharted 2: Among Thieves                             | Venceu          | [ 35 ]          |
| 4 de dezembro de 2009   | Geekshow - Game of the Year 2009                                          | Jogo do Ano                                                          | Uncharted 2: Among Thieves                             | Venceu          | [ 60 ]          |
| 4 de dezembro de 2009   | Geekshow - Game of the Year 2009                                          | Melhor Jogo de PS3                                                   | Uncharted 2: Among Thieves                             | Venceu          | [ 60 ]          |
| 6 de dezembro de 2009   | YourEMGN Game of The Year 2009                                            | Jogo do Ano                                                          | Uncharted 2: Among Thieves                             | Venceu          | [ 61 ]          |
| 6 de dezembro de 2009   | YourEMGN Game of The Year 2009                                            | Melhores Gráficos                                                    | Uncharted 2: Among Thieves                             | Venceu          | [ 61 ]          |
| 6 de dezembro de 2009   | YourEMGN Game of The Year 2009                                            | Melhores Gráficos                                                    | Uncharted 2: Among Thieves                             | Venceu          | [ 61 ]          |
| 8 de dezembro de 2009   | Associated Press - Top 10 Video Games                                     | Jogo do Ano                                                          | Uncharted 2: Among Thieves                             | Venceu          | ˌ               |
| 8 de dezembro de 2009   | Hooked Gamer - Game of The Year Awards 2009                               | Jogo do Ano                                                          | Uncharted 2: Among Thieves                             | Terceiro        | ˌ               |
| 9 de dezembro de 2009   | Yahoo! Games - Game of The Year 2009                                      | Jogo do Ano                                                          | Uncharted 2: Among Thieves                             | Venceu          | [ 64 ]          |
| 9 de dezembro de 2009   | Yahoo! Games - Game of The Year 2009                                      | Melhor Jogo de Ação-aventura                                         | Uncharted 2: Among Thieves                             | Venceu          | [ 65 ]          |
| 9 de dezembro de 2009   | Power Unlimited - Het beste van 2009                                      | Jogo do Ano                                                          | Uncharted 2: Among Thieves                             | Venceu          | [ 66 ]          |
| 9 de dezembro de 2009   | Metacritic - The Best Games of 2009                                       | Jogo do Ano                                                          | Uncharted 2: Among Thieves                             | Venceu          | [ 67 ]          |
| 9 de dezembro de 2009   | Metacritic - The Best Games of 2009                                       | Melhor Jogo de PS3                                                   | Uncharted 2: Among Thieves                             | Venceu          | [ 68 ]          |
| 10 de dezembro de 2009  | Lawrence.com - The Best (and Worst) Video Games of 2009                   | Jogo do Ano                                                          | Uncharted 2: Among Thieves                             | Venceu          | [ 69 ]          |
| 11 de dezembro de 2009  | Gamesweasel - Best 5 games of 2009                                        | Jogo do Ano                                                          | Uncharted 2: Among Thieves                             | Terceiro        | [ 70 ]          |
| 11 de dezembro de 2009  | BNG’s 2009 Game of the Year Awards                                        | Jogo do Ano                                                          | Uncharted 2: Among Thieves                             | Venceu          | [ 71 ]          |
| 11 de dezembro de 2009  | BNG’s 2009 Game of the Year Awards                                        | Melhor Jogo de PS3                                                   | Uncharted 2: Among Thieves                             | Venceu          | [ 71 ]          |
| 11 de dezembro de 2009  | BNG’s 2009 Game of the Year Awards                                        | Melhor Jogo de Aventura                                              | Uncharted 2: Among Thieves                             | Venceu          | [ 71 ]          |
| 11 de dezembro de 2009  | Pelaaja - Top5 - Vuoden Parhaat Pelit 2009                                | Jogo do Ano                                                          | Uncharted 2: Among Thieves                             | Venceu          | [ 72 ]          |
| 11 de dezembro de 2009  | Gamestar - Top 10-Spiele                                                  | Jogo do Ano                                                          | Uncharted 2: Among Thieves                             | Venceu          | [ 73 ]          |
| 12 de dezembro de 2009  | Just Push Start - 2009 Game of the Year Awards                            | Jogo do Ano                                                          | Uncharted 2: Among Thieves                             | Venceu          | [ 74 ]          |
| 12 de dezembro de 2009  | Just Push Start - 2009 Game of the Year Awards                            | Melhor Jogo de Ação de 2009                                          | Uncharted 2: Among Thieves                             | Venceu          | [ 74 ]          |
| 12 de dezembro de 2009  | Just Push Start - 2009 Game of the Year Awards                            | Melhor Exclusivo de PlayStation 3 de 2009                            | Uncharted 2: Among Thieves                             | Venceu          | [ 74 ]          |
| 12 de dezembro de 2009  | Spike Video Game Awards - Game of The Year 2009                           | Jogo do Ano                                                          | Uncharted 2: Among Thieves                             | Venceu          | [ 24 ]          |
| 12 de dezembro de 2009  | Spike Video Game Awards - Game of The Year 2009                           | Melhor Estúdio                                                       | Naughty Dog                                            | Indicado        | [ 24 ]          |
| 12 de dezembro de 2009  | Spike Video Game Awards - Game of The Year 2009                           | Melhor Jogo de PS3                                                   | Uncharted 2: Among Thieves                             | Venceu          | [ 24 ]          |
| 12 de dezembro de 2009  | Spike Video Game Awards - Game of The Year 2009                           | Melhor Jogo de Ação-aventura                                         | Uncharted 2: Among Thieves                             | Indicado        | [ 24 ]          |
| 12 de dezembro de 2009  | Spike Video Game Awards - Game of The Year 2009                           | Melhor Composição                                                    | Greg Edmonson - Uncharted 2: Among Thieves             | Indicado        | [ 24 ]          |
| 12 de dezembro de 2009  | Spike Video Game Awards - Game of The Year 2009                           | Melhores Gráficos                                                    | Uncharted 2: Among Thieves                             | Venceu          | [ 24 ]          |
| 12 de dezembro de 2009  | Spike Video Game Awards - Game of The Year 2009                           | Melhor Voz                                                           | Nolan North como Nathan Drake                          | Indicado        | [ 24 ]          |
| 12 de dezembro de 2009  | Spike Video Game Awards - Game of The Year 2009                           | Melhor Voz                                                           | Claudia Black como Chloe Frazer                        | Indicado        | [ 24 ]          |
| 13 de dezembro de 2009  | PC Guru - A Video Game Awards 2009                                        | Jogo do Ano                                                          | Uncharted 2: Among Thieves                             | Venceu          | [ 75 ]          |
| 13 de dezembro de 2009  | PC Guru - A Video Game Awards 2009                                        | Melhor Jogo de PS3                                                   | Uncharted 2: Among Thieves                             | Venceu          | [ 75 ]          |
| 13 de dezembro de 2009  | PC Guru - A Video Game Awards 2009                                        | Melhor Gráficos do Ano                                               | Uncharted 2: Among Thieves                             | Venceu          | [ 75 ]          |
| 13 de dezembro de 2009  | GameTrailers 2009 GOTY Awards                                             | Melhor Jogo em Terceira Pessoa                                       | Uncharted 2: Among Thieves                             | Venceu          | [ 76 ]          |
| 13 de dezembro de 2009  | GameTrailers 2009 GOTY Awards                                             | Melhor História                                                      | Uncharted 2: Among Thieves                             | Venceu          | [ 76 ]          |
| 13 de dezembro de 2009  | GameTrailers 2009 GOTY Awards                                             | Melhor Campanha Single-Player                                        | Uncharted 2: Among Thieves                             | Venceu          | [ 77 ]          |
| 13 de dezembro de 2009  | GameTrailers 2009 GOTY Awards                                             | Melhores Gráficos                                                    | Uncharted 2: Among Thieves                             | Venceu          | [ 78 ]          |
| 13 de dezembro de 2009  | GameTrailers 2009 GOTY Awards                                             | Melhor Multiplayer                                                   | Uncharted 2: Among Thieves                             | Indicado        | [ 79 ]          |
| 13 de dezembro de 2009  | GameTrailers 2009 GOTY Awards                                             | Melhor Jogo de PlayStation 3                                         | Uncharted 2: Among Thieves                             | Indicado        | [ 80 ]          |
| 13 de dezembro de 2009  | GameTrailers 2009 GOTY Awards                                             | Jogo do Ano                                                          | Uncharted 2: Among Thieves                             | Venceu          | [ 80 ]          |
| 14 de dezembro de 2009  | GG Awards 2009                                                            | Jogo do Ano                                                          | Uncharted 2: Among Thieves                             | Venceu          | [ 81 ]          |
| 14 de dezembro de 2009  | VG - Årets beste spill                                                    | Jogo do Ano                                                          | Uncharted 2: Among Thieves                             | Venceu          | [ 82 ]          |
| 14 de dezembro de 2009  | The Telegraph                                                             | Jogo do Ano                                                          | Uncharted 2: Among Thieves                             | Venceu          | [ 83 ]          |
| 14 de dezembro de 2009  | VG247 - The VG247 Community and Game Awards 2009                          | Jogo do Ano                                                          | Uncharted 2: Among Thieves                             | Venceu          | [ 84 ]          |
| 14 de dezembro de 2009  | VG247 - The VG247 Community and Game Awards 2009                          | Melhor Desenvolvedora de 2009                                        | Naughty Dog                                            | Venceu          | [ 84 ]          |
| 14 de dezembro de 2009  | El33tonline’s - El33tonline’s Game of the Year 2009                       | Jogo do Ano                                                          | Uncharted 2: Among Thieves                             | Venceu          | [ 85 ]          |
| 14 de dezembro de 2009  | El33tonline’s - El33tonline’s Game of the Year 2009                       | Melhor Jogo de PS3                                                   | Uncharted 2: Among Thieves                             | Venceu          | [ 85 ]          |
| 14 de dezembro de 2009  | El33tonline’s - El33tonline’s Game of the Year 2009                       | Melhor Jogo de Ação-Aventura                                         | Uncharted 2: Among Thieves                             | Venceu          | [ 85 ]          |
| 15 de dezembro de 2009  | 2009 EGM Awards                                                           | Jogo do Ano                                                          | Uncharted 2: Among Thieves                             | Venceu          | [ 86 ]          |
| 15 de dezembro de 2009  | Metró - Meilleur Jeu Del'année 2009                                       | Jogo do Ano                                                          | Uncharted 2: Among Thieves                             | Venceu          | [ 87 ]          |
| 15 de dezembro de 2009  | 7 out of 10 - Top 10 Games of the Year – 2009                             | Jogo do Ano                                                          | Uncharted 2: Among Thieves                             | Venceu          | [ 88 ]          |
| 15 de dezembro de 2009  | X-Play's Best Of 2009                                                     | Jogo do Ano                                                          | Uncharted 2: Among Thieves                             | Venceu          | [ 89 ]          |
| 15 de dezembro de 2009  | X-Play's Best Of 2009                                                     | Melhor Jogo de Ação/Aventura                                         | Uncharted 2: Among Thieves                             | Venceu          | [ 89 ]          |
| 15 de dezembro de 2009  | X-Play's Best Of 2009                                                     | Melhor Animação                                                      | Uncharted 2: Among Thieves                             | Venceu          | [ 89 ]          |
| 15 de dezembro de 2009  | X-Play's Best Of 2009                                                     | Melhor Roteiro                                                       | Uncharted 2: Among Thieves                             | Venceu          | [ 89 ]          |
| 15 de dezembro de 2009  | VG-Reloaded Game of the Year Awards 2009                                  | Melhor Jogo de PlayStation 3                                         | Uncharted 2: Among Thieves                             | Venceu          | [ 90 ]          |
| 15 de dezembro de 2009  | VG-Reloaded Game of the Year Awards 2009                                  | Jogo do Ano                                                          | Uncharted 2: Among Thieves                             | Indicado        | [ 90 ]          |
| 16 de dezembro de 2009  | NRK - De beste spillene fra 2009                                          | Jogo do Ano                                                          | Uncharted 2: Among Thieves                             | Venceu          | [ 91 ]          |
| 16 de dezembro de 2009  | CNET - The Best Video Games of 2009                                       | Jogo do Ano                                                          | Uncharted 2: Among Thieves                             | Venceu          | [ 92 ]          |
| 16 de dezembro de 2009  | The 2009 GameFocus Awards                                                 | Melhor Jogo de PS3                                                   | Uncharted 2: Among Thieves                             | Venceu          | [ 93 ]          |
| 16 de dezembro de 2009  | The 2009 GameFocus Awards                                                 | Melhor Jogo de Ação-aventura                                         | Uncharted 2: Among Thieves                             | Indicado        | [ 93 ]          |
| 16 de dezembro de 2009  | The 2009 GameFocus Awards                                                 | Melhor Dublagem                                                      | Nolan North                                            | Indicado        | [ 93 ]          |
| 16 de dezembro de 2009  | The 2009 GameFocus Awards                                                 | Melhor Composição Original                                           | Greg Edmonson - Uncharted 2: Among Thieves             | Venceu          | [ 93 ]          |
| 16 de dezembro de 2009  | The 2009 GameFocus Awards                                                 | Melhores Gráficos                                                    | Uncharted 2: Among Thieves                             | Venceu          | [ 93 ]          |
| 16 de dezembro de 2009  | The 2009 GameFocus Awards                                                 | Melhor Design de Arte                                                | Uncharted 2: Among Thieves                             | Indicado        | [ 93 ]          |
| 16 de dezembro de 2009  | The 2009 GameFocus Awards                                                 | Melhor História                                                      | Uncharted 2: Among Thieves                             | Indicado        | [ 93 ]          |
| 16 de dezembro de 2009  | The 2009 GameFocus Awards                                                 | Jogo do Ano pelos Leitores                                           | Uncharted 2: Among Thieves                             | Indicado        | [ 93 ]          |
| 16 de dezembro de 2009  | The 2009 GameFocus Awards                                                 | Jogo do Ano                                                          | Uncharted 2: Among Thieves                             | Indicado        | [ 93 ]          |
| 16 de dezembro de 2009  | MG News - Luchshiye Igry 2009 Goda                                        | Melhores Gráficos                                                    | Uncharted 2: Among Thieves                             | Venceu          | [ 94 ]          |
| 16 de dezembro de 2009  | MG News - Luchshiye Igry 2009 Goda                                        | Melhor TPS                                                           | Uncharted 2: Among Thieves                             | Venceu          | [ 94 ]          |
| 16 de dezembro de 2009  | CNN - The Best Video Games of 2009                                        | Melhor Jogo de Ação/Aventura                                         | Uncharted 2: Among Thieves                             | Venceu          | [ 95 ]          |
| 16 de dezembro de 2009  | Extreme Gamer's - Game of The Year Awards 09                              | Jogo do Ano                                                          | Uncharted 2: Among Thieves                             | Venceu          | [ 96 ]          |
| 16 de dezembro de 2009  | Extreme Gamer's - Game of The Year Awards 09                              | Melhor Jogo de Ação                                                  | Uncharted 2: Among Thieves                             | Venceu          | [ 97 ]          |
| 16 de dezembro de 2009  | Extreme Gamer's - Game of The Year Awards 09                              | Melhores Gráficos                                                    | Uncharted 2: Among Thieves                             | Venceu          | [ 98 ]          |
| 16 de dezembro de 2009  | Extreme Gamer's - Game of The Year Awards 09                              | Melhor Som                                                           | Uncharted 2: Among Thieves                             | Venceu          | [ 98 ]          |
| 16 de dezembro de 2009  | Extreme Gamer's - Game of The Year Awards 09                              | Melhor Personagem                                                    | Nathan Drake                                           | Venceu          | [ 98 ]          |
| 16 de dezembro de 2009  | Extreme Gamer's - Game of The Year Awards 09                              | Melhor Jogo de PS3                                                   | Uncharted 2: Among Thieves                             | Venceu          | [ 99 ]          |
| 16 de dezembro de 2009  | Adresseavisen - Årets beste spill 2009                                    | Jogo do Ano                                                          | Uncharted 2: Among Thieves                             | Venceu          | [ 100 ]         |
| 16 de dezembro de 2009  | Adresseavisen - Årets beste spill 2009                                    | Melhor Jogo de PS3                                                   | Uncharted 2: Among Thieves                             | Venceu          | [ 100 ]         |
| 17 de dezembro de 2009  | The New York Times                                                        | Jogo do Ano                                                          | Uncharted 2: Among Thieves                             | Venceu          | [ 101 ]         |
| 18 de dezembro de 2009  | Crispy Gamer - Game of the Year 2009: The Game Trust's Picks              | Jogo do Ano                                                          | Uncharted 2: Among Thieves                             | Sexto           | [ 102 ]         |
| 18 de dezembro de 2009  | iafrica - Best Games of 2009                                              | Jogo do Ano                                                          | Uncharted 2: Among Thieves                             | Venceu          | [ 103 ] [ 104 ] |
| 18 de dezembro de 2009  | iafrica - Best Games of 2009                                              | Melhor Jogo de Ação-aventura                                         | Uncharted 2: Among Thieves                             | Venceu          | [ 103 ] [ 104 ] |
| 18 de dezembro de 2009  | Fox News - The Best of 2009                                               | Jogo do Ano                                                          | Uncharted 2: Among Thieves                             | Venceu          | [ 105 ]         |
| 18 de dezembro de 2009  | Feed Your Console - 2009 Annual Awards                                    | Jogo do Ano                                                          | Uncharted 2: Among Thieves                             | Venceu          | [ 106 ]         |
| 18 de dezembro de 2009  | Feed Your Console - 2009 Annual Awards                                    | Melhor Jogo de Ação-Aventura                                         | Uncharted 2: Among Thieves                             | Venceu          | [ 106 ]         |
| 18 de dezembro de 2009  | Feed Your Console - 2009 Annual Awards                                    | Melhor Produção de Som                                               | Uncharted 2: Among Thieves                             | Venceu          | [ 106 ]         |
| 18 de dezembro de 2009  | GamesLatest - Game of the Year Awards جوائز أفضل ألعاب العام              | Jogo do Ano                                                          | Uncharted 2: Among Thieves                             | Venceu          | [ 107 ]         |
| 18 de dezembro de 2009  | GamesLatest - Game of the Year Awards جوائز أفضل ألعاب العام              | Melhor Single-Player                                                 | Uncharted 2: Among Thieves                             | Venceu          | [ 107 ]         |
| 18 de dezembro de 2009  | GamesLatest - Game of the Year Awards جوائز أفضل ألعاب العام              | Melhor Jogo de Ação-aventura                                         | Uncharted 2: Among Thieves                             | Venceu          | [ 107 ]         |
| 18 de dezembro de 2009  | GamesLatest - Game of the Year Awards جوائز أفضل ألعاب العام              | Melhor Sequência                                                     | Uncharted 2: Among Thieves                             | Venceu          | [ 107 ]         |
| 18 de dezembro de 2009  | GamesLatest - Game of the Year Awards جوائز أفضل ألعاب العام              | Jogo do Ano do PlayStation 3                                         | Uncharted 2: Among Thieves                             | Venceu          | [ 107 ]         |
| 18 de dezembro de 2009  | Entertainment Weekly - The Best Games of 2009                             | Jogo do Ano                                                          | Uncharted 2: Among Thieves                             | Venceu          | [ 108 ]         |
| 18 de dezembro de 2009  | TheSixthAxis                                                              | Jogo do Ano                                                          | Uncharted 2: Among Thieves                             | Venceu          | [ 109 ]         |
| 18 de dezembro de 2009  | TheSixthAxis                                                              | Jogo do Ano pelo Leitores                                            | Uncharted 2: Among Thieves                             | Venceu          | [ 110 ]         |
| 18 de dezembro de 2009  | TheSixthAxis                                                              | Melhor Jogo de Ação/Aventura                                         | Uncharted 2: Among Thieves                             | Venceu          | [ 110 ]         |
| 18 de dezembro de 2009  | TheSixthAxis                                                              | Melhor Jogo de PS3                                                   | Uncharted 2: Among Thieves                             | Venceu          | [ 110 ]         |
| 18 de dezembro de 2009  | TheSixthAxis                                                              | Melhor Jogo Multiplayer                                              | Uncharted 2: Among Thieves                             | Indicado        | [ 110 ]         |
| 19 de dezembro de 2009  | IT Wire - Best Games of 2009                                              | Jogo do Ano                                                          | Uncharted 2: Among Thieves                             | Venceu          | [ 111 ]         |
| 19 de dezembro de 2009  | IT Wire - Best Games of 2009                                              | Melhor Jogo de PS3                                                   | Uncharted 2: Among Thieves                             | Venceu          | [ 112 ]         |
| 19 de dezembro de 2009  | GamesRadar - The Platinum Chalice Awards 2009                             | Melhor Jogo de PS3                                                   | Uncharted 2: Among Thieves                             | Venceu          | [ 113 ]         |
| 19 de dezembro de 2009  | GamesRadar - The Platinum Chalice Awards 2009                             | Momentos Mais Surpreendentes                                         | Uncharted 2: Among Thieves                             | Segundo         | [ 114 ]         |
| 19 de dezembro de 2009  | GamesRadar - The Platinum Chalice Awards 2009                             | Jogo do Ano                                                          | Uncharted 2: Among Thieves                             | Segundo         | [ 115 ]         |
| 19 de dezembro de 2009  | GamesRadar - The Platinum Chalice Awards 2009                             | Jogo do Ano pelos Leitores                                           | Uncharted 2: Among Thieves                             | Segundo         | [ 115 ]         |
| 19 de dezembro de 2009  | Eurogamer - Game of The Year 2009                                         | Jogo do Ano                                                          | Uncharted 2: Among Thieves                             | Venceu          | [ 37 ]          |
| 19 de dezembro de 2009  | Game Rant - "Game of the Year" Poll                                       | Jogo do Ano pelos Leitores                                           | Uncharted 2: Among Thieves                             | Venceu          | [ 116 ]         |
| 20 de dezembro de 2009  | Irrompibles - Los 10 Mejores Videojuegos de 2009                          | Jogo do Ano                                                          | Uncharted 2: Among Thieves                             | Segundo         | [ 117 ]         |
| 20 de dezembro de 2009  | Digital Spy - Top Ten Games Of 2009                                       | Jogo do Ano                                                          | Uncharted 2: Among Thieves                             | Venceu          | [ 118 ]         |
| 20 de dezembro de 2009  | The Game Reviews - Awards 2009                                            | Jogo do Ano                                                          | Uncharted 2: Among Thieves                             | Venceu          | [ 119 ]         |
| 20 de dezembro de 2009  | The Game Reviews - Awards 2009                                            | Melhor Jogo de PS3                                                   | Uncharted 2: Among Thieves                             | Venceu          | [ 119 ]         |
| 20 de dezembro de 2009  | The Game Reviews - Awards 2009                                            | Melhor Estúdio                                                       | Naughty Dog                                            | Venceu          | [ 120 ]         |
| 20 de dezembro de 2009  | The Game Reviews - Awards 2009                                            | Melhor Jogo de Ação-aventura                                         | Uncharted 2: Among Thieves                             | Venceu          | [ 121 ]         |
| 21 de dezembro de 2009  | GameProTV - Los Mejores Juegos del 2009                                   | Jogo do Ano                                                          | Uncharted 2: Among Thieves                             | Venceu          | [ 122 ]         |
| 21 de dezembro de 2009  | GameSpy - Best Games of 2009                                              | Jogo do Ano do PlayStation 3                                         | Uncharted 2: Among Thieves                             | Venceu          | [ 123 ]         |
| 21 de dezembro de 2009  | GameSpy - Best Games of 2009                                              | Jogo do Ano do PlayStation 3 pelo Leitores                           | Uncharted 2: Among Thieves                             | Venceu          | [ 124 ]         |
| 21 de dezembro de 2009  | GameSpy - Best Games of 2009                                              | Jogo do Ano do em Geral                                              | Uncharted 2: Among Thieves                             | Indicado        | [ 125 ]         |
| 21 de dezembro de 2009  | GameSpy - Best Games of 2009                                              | Prêmio de Atmosfera Intensa                                          | Uncharted 2: Among Thieves                             | Indicado        | [ 126 ]         |
| 21 de dezembro de 2009  | GameSpy - Best Games of 2009                                              | Prêmio Preste Atenção, Hollywood                                     | Uncharted 2: Among Thieves                             | Venceu          | [ 127 ]         |
| 21 de dezembro de 2009  | GameSpy - Best Games of 2009                                              | Prêmio Música Para Nosso Ouvidos                                     | Greg Edmonson - Uncharted 2: Among Thieves             | Indicado        | [ 128 ]         |
| 21 de dezembro de 2009  | Destructoid Game of the Year 2009                                         | Jogo do Ano                                                          | Uncharted 2: Among Thieves                             | Venceu          | [ 49 ]          |
| 21 de dezembro de 2009  | Geeks Game of the Year                                                    | Jogo do Ano                                                          | Uncharted 2: Among Thieves                             | Venceu          | [ 129 ]         |
| 21 de dezembro de 2009  | Gameblog Awards 2009                                                      | Jogo do Ano                                                          | Uncharted 2: Among Thieves                             | Venceu          | [ 130 ]         |
| 21 de dezembro de 2009  | GamesBeat - The Best Video Games of 2009                                  | Jogo do Ano                                                          | Uncharted 2: Among Thieves                             | Venceu          | [ 131 ]         |
| 21 de dezembro de 2009  | The Globe and Mail - The top 20 Video Games of 2009                       | Jogo do Ano                                                          | Uncharted 2: Among Thieves                             | Venceu          | [ 132 ]         |
| 21 de dezembro de 2009  | Games.on.net - Game of the Year Awards                                    | Jogo do Ano                                                          | Uncharted 2: Among Thieves                             | Venceu          | [ 133 ]         |
| 21 de dezembro de 2009  | Games.on.net - Game of the Year Awards                                    | Melhor Jogo de PS3                                                   | Uncharted 2: Among Thieves                             | Venceu          | [ 133 ]         |
| 21 de dezembro de 2009  | Gamer's Land - Top 2009                                                   | Jogo do Ano                                                          | Uncharted 2: Among Thieves                             | Indicado        | [ 134 ]         |
| 21 de dezembro de 2009  | GameFly Awards - 2009 Game Of The Year                                    | Jogo do Ano                                                          | Uncharted 2: Among Thieves                             | Indicado        | [ 135 ]         |
| 21 de dezembro de 2009  | GameFly Awards - 2009 Game Of The Year                                    | Melhor Jogo de PS3                                                   | Uncharted 2: Among Thieves                             | Venceu          | [ 135 ]         |
| 21 de dezembro de 2009  | In This Week - Best Video Games of 2009                                   | Jogo do Ano                                                          | Uncharted 2: Among Thieves                             | Segundo         | [ 136 ]         |
| 22 de dezembro de 2009  | OC Weekly - Best and Worst Video Games of 2009                            | Jogo do Ano                                                          | Uncharted 2: Among Thieves                             | Venceu          | [ 137 ]         |
| 22 de dezembro de 2009  | OC Weekly - Best and Worst Video Games of 2009                            | Melhor Jogo de PS3                                                   | Uncharted 2: Among Thieves                             | Venceu          | [ 137 ]         |
| 22 de dezembro de 2009  | GamePro's Best Games of 2009                                              | Melhor História                                                      | Uncharted 2: Among Thieves                             | Venceu          | [ 138 ]         |
| 22 de dezembro de 2009  | 411mania - The 3rd Annual Working Title Awards                            | Prêmio Old Snake de Masculinidade                                    | Nathan Drake                                           | Indicado        | [ 139 ]         |
| 22 de dezembro de 2009  | 411mania - The 3rd Annual Working Title Awards                            | Prêmio Escolha Trabalhador do Ano                                    | Uncharted 2: Among Thieves                             | Venceu          | [ 139 ]         |
| 22 de dezembro de 2009  | GamingBolt - Game of The Year                                             | Jogo do Ano                                                          | Uncharted 2: Among Thieves                             | Venceu          | [ 33 ]          |
| 22 de dezembro de 2009  | GamingBolt - Game of The Year                                             | Melhor Jogo de Ação-Aventura                                         | Uncharted 2: Among Thieves                             | Venceu          | [ 33 ]          |
| 22 de dezembro de 2009  | GamingBolt - Game of The Year                                             | Melhor Protagonista Feminina                                         | Chloe Frazer                                           | Venceu          | [ 33 ]          |
| 22 de dezembro de 2009  | GamingBolt - Game of The Year                                             | Melhor História/Trama                                                | Uncharted 2: Among Thieves                             | Venceu          | [ 33 ]          |
| 22 de dezembro de 2009  | GamingBolt - Game of The Year                                             | Melhores Visuais                                                     | Uncharted 2: Among Thieves                             | Venceu          | [ 33 ]          |
| 22 de dezembro de 2009  | GamingBolt - Game of The Year                                             | Melhor Dublagem                                                      | Uncharted 2: Among Thieves                             | Venceu          | [ 33 ]          |
| 22 de dezembro de 2009  | GamingBolt - Game of The Year                                             | Melhores Cutscenes                                                   | Uncharted 2: Among Thieves                             | Venceu          | [ 33 ]          |
| 22 de dezembro de 2009  | GamingBolt - Game of The Year                                             | Melhor Desenvolvedora                                                | Naughty Dog                                            | Venceu          | [ 33 ]          |
| 22 de dezembro de 2009  | GamingBolt - Game of The Year                                             | Melhor Jogo de Console (Exclusivo de Console)                        | Uncharted 2: Among Thieves                             | Venceu          | [ 33 ]          |
| 22 de dezembro de 2009  | GamingBolt - Game of The Year                                             | Melhor Sequência                                                     | Uncharted 2: Among Thieves                             | Venceu          | [ 33 ]          |
| 22 de dezembro de 2009  | GamingXP - Jahresawards 2009                                              | Jogo do Ano                                                          | Uncharted 2: Among Thieves                             | Venceu          | [ 140 ]         |
| 22 de dezembro de 2009  | Eurogamer DK - Læsernes Top 50 Artikel                                    | Jogo do Ano                                                          | Uncharted 2: Among Thieves                             | Segundo         | [ 141 ]         |
| 23 de dezembro de 2009  | OXCGN’s 2009 Game Of The Year                                             | Jogo do Ano                                                          | Uncharted 2: Among Thieves                             | Indicado        | [ 142 ]         |
| 23 de dezembro de 2009  | Gameplanet's Best of 2009 Awards                                          | Jogo do Ano                                                          | Uncharted 2: Among Thieves                             | Terceiro        | [ 143 ]         |
| 23 de dezembro de 2009  | CMS Computers                                                             | Jogo do Ano                                                          | Uncharted 2: Among Thieves                             | Venceu          | [ 144 ]         |
| 23 de dezembro de 2009  | Playfire                                                                  | Jogo do Ano                                                          | Uncharted 2: Among Thieves                             | Venceu          | [ 145 ]         |
| 23 de dezembro de 2009  | The Flickcast                                                             | Melhor Jogo Exclusivo de PS3                                         | Uncharted 2: Among Thieves                             | Venceu          | [ 146 ]         |
| 23 de dezembro de 2009  | Loot Ninja 2009 Game of The Year                                          | Melhor Jogo de Console                                               | Uncharted 2: Among Thieves                             | Venceu          | [ 147 ]         |
| 23 de dezembro de 2009  | Loot Ninja 2009 Game of The Year                                          | Jogo do Ano                                                          | Uncharted 2: Among Thieves                             | Venceu          | [ 148 ]         |
| 23 de dezembro de 2009  | GameDaily Nods: 2009                                                      | Melhor Jogo de PS3                                                   | Uncharted 2: Among Thieves                             | Venceu          | [ 149 ]         |
| 23 de dezembro de 2009  | GameDaily Nods: 2009                                                      | Jogo do Ano                                                          | Uncharted 2: Among Thieves                             | Venceu          | [ 149 ]         |
| 24 de dezembro de 2009  | GamerZines Game Of The Year Awards                                        | Melhores Gráficos                                                    | Uncharted 2: Among Thieves                             | Venceu          | [ 150 ]         |
| 24 de dezembro de 2009  | GamerZines Game Of The Year Awards                                        | Melhor História                                                      | Uncharted 2: Among Thieves                             | Indicado        | [ 151 ]         |
| 24 de dezembro de 2009  | GamerZines Game Of The Year Awards                                        | Melhor Jogo de Ação/Aventura                                         | Uncharted 2: Among Thieves                             | Venceu          | [ 152 ]         |
| 24 de dezembro de 2009  | GamerZines Game Of The Year Awards                                        | Jogo do Ano                                                          | Uncharted 2: Among Thieves                             | Venceu          | [ 153 ]         |
| 24 de dezembro de 2009  | NEOTEO - Los 10 Mejores Juegos de 2009                                    | Jogo do Ano                                                          | Uncharted 2: Among Thieves                             | Venceu          | [ 154 ]         |
| 24 de dezembro de 2009  | Les Gamopats D'or 2009                                                    | Jogo do Ano                                                          | Uncharted 2: Among Thieves                             | Sexto           | [ 155 ]         |
| 24 de dezembro de 2009  | Cheat Code Central - Cody Awards 2009                                     | Jogo do Ano                                                          | Uncharted 2: Among Thieves                             | Venceu          | [ 156 ]         |
| 24 de dezembro de 2009  | GOONL!NE: The Game of the Year Awards 2009                                | Jogo do Ano                                                          | Uncharted 2: Among Thieves                             | Venceu          | [ 157 ]         |
| 24 de dezembro de 2009  | ALT+F4 Game of the Year Unicorn                                           | Jogo do Ano                                                          | Uncharted 2: Among Thieves                             | Venceu          | [ 158 ]         |
| 24 de dezembro de 2009  | D+PAD’s 10 Best Games of 2009                                             | Jogo do Ano                                                          | Uncharted 2: Among Thieves                             | Venceu          | [ 159 ]         |
| 24 de dezembro de 2009  | GameMag - Luchshiye Igry 2009 Goda                                        | Melhores Gráficos                                                    | Uncharted 2: Among Thieves                             | Venceu          | [ 160 ]         |
| 24 de dezembro de 2009  | GameMag - Luchshiye Igry 2009 Goda                                        | Melhor História                                                      | Uncharted 2: Among Thieves                             | Indicado        | [ 160 ]         |
| 24 de dezembro de 2009  | GameMag - Luchshiye Igry 2009 Goda                                        | Melhor Personagem                                                    | Nathan Drake                                           | Indicado        | [ 160 ]         |
| 24 de dezembro de 2009  | GameMag - Luchshiye Igry 2009 Goda                                        | Melhor Bumbum                                                        | Nathan Drake                                           | Venceu          | [ 160 ]         |
| 24 de dezembro de 2009  | GameMag - Luchshiye Igry 2009 Goda                                        | Jogo do Ano                                                          | Uncharted 2: Among Thieves                             | Indicado        | [ 160 ]         |
| 24 de dezembro de 2009  | G1 - Melhor Game de 2009                                                  | Jogo do Ano                                                          | Uncharted 2: Among Thieves                             | Venceu          | [ 161 ]         |
| 24 de dezembro de 2009  | G1 - Melhor Game de 2009                                                  | Melhor Jogo de PS3                                                   | Uncharted 2: Among Thieves                             | Venceu          | [ 161 ]         |
| 25 de dezembro de 2009  | GameSpot - Best of 2009                                                   | Melhor História - Escolha do Leitor                                  | Uncharted 2: Among Thieves                             | Terceiro        | [ 162 ]         |
| 25 de dezembro de 2009  | GameSpot - Best of 2009                                                   | Melhores Gráficos, Técnico                                           | Uncharted 2: Among Thieves                             | Venceu          | [ 163 ]         |
| 25 de dezembro de 2009  | GameSpot - Best of 2009                                                   | Melhores Gráficos, Técnico - Escolha do Leitor                       | Uncharted 2: Among Thieves                             | Venceu          | [ 163 ]         |
| 25 de dezembro de 2009  | GameSpot - Best of 2009                                                   | Melhores Gráficos, Artístico - Escolha do Leitor                     | Uncharted 2: Among Thieves                             | Venceu          | [ 164 ]         |
| 25 de dezembro de 2009  | GameSpot - Best of 2009                                                   | Melhor Dublagem                                                      | Uncharted 2: Among Thieves                             | Venceu          | [ 29 ]          |
| 25 de dezembro de 2009  | GameSpot - Best of 2009                                                   | Melhor Dublagem - Escolha do Leitor                                  | Uncharted 2: Among Thieves                             | Venceu          | [ 29 ]          |
| 25 de dezembro de 2009  | GameSpot - Best of 2009                                                   | Melhor Multiplayer Competitivo - Escolha do Leitor                   | Uncharted 2: Among Thieves                             | Quarto          | [ 165 ]         |
| 25 de dezembro de 2009  | GameSpot - Best of 2009                                                   | Sequência Mais Aprimorada - Escolha do Leitor                        | Uncharted 2: Among Thieves                             | Terceiro        | [ 166 ]         |
| 25 de dezembro de 2009  | GameSpot - Best of 2009                                                   | Melhor Roteiro & Diálogo                                             | Uncharted 2: Among Thieves                             | Indicado        | [ 167 ]         |
| 25 de dezembro de 2009  | GameSpot - Best of 2009                                                   | Melhor Roteiro & Diálogo - Escolha do Leitor                         | Uncharted 2: Among Thieves                             | Segundo         | [ 167 ]         |
| 25 de dezembro de 2009  | GameSpot - Best of 2009                                                   | Melhor Jogo de Ação/Aventura                                         | Uncharted 2: Among Thieves                             | Venceu          | [ 168 ]         |
| 25 de dezembro de 2009  | GameSpot - Best of 2009                                                   | Melhor Jogo de Ação/Aventura - Escolha do Leitor                     | Uncharted 2: Among Thieves                             | Venceu          | [ 168 ]         |
| 25 de dezembro de 2009  | GameSpot - Best of 2009                                                   | Melhor Jogo de PS3                                                   | Uncharted 2: Among Thieves                             | Indicado        | [ 169 ]         |
| 25 de dezembro de 2009  | GameSpot - Best of 2009                                                   | Melhor Jogo de PS3 - Escolha do Leitor                               | Uncharted 2: Among Thieves                             | Venceu          | [ 169 ]         |
| 25 de dezembro de 2009  | GameSpot - Best of 2009                                                   | Jogo do Ano                                                          | Uncharted 2: Among Thieves                             | Indicado        | [ 170 ]         |
| 25 de dezembro de 2009  | GameSpot - Best of 2009                                                   | Jogo do Ano - Escolha do Leitor                                      | Uncharted 2: Among Thieves                             | Venceu          | [ 170 ]         |
| 25 de dezembro de 2009  | Play.tm - Top 20 Games of 2009                                            | Jogo do Ano                                                          | Uncharted 2: Among Thieves                             | Venceu          | [ 171 ]         |
| 26 de dezembro de 2009  | VG Arabia - Best of 2009 (Editors and Readers Choice awards)              | Melhor Jogo de Ação Aventura                                         | Uncharted 2: Among Thieves                             | Indicado        | [ 172 ]         |
| 26 de dezembro de 2009  | VG Arabia - Best of 2009 (Editors and Readers Choice awards)              | Melhor Jogo de Ação Aventura - Escolha do Leitor                     | Uncharted 2: Among Thieves                             | Venceu          | [ 172 ]         |
| 26 de dezembro de 2009  | VG Arabia - Best of 2009 (Editors and Readers Choice awards)              | Melhor Composição                                                    | Greg Edmonson - Uncharted 2: Among Thieves             | Indicado        | [ 172 ]         |
| 26 de dezembro de 2009  | VG Arabia - Best of 2009 (Editors and Readers Choice awards)              | Melhor Composição - Escolha do Leitor                                | Greg Edmonson - Uncharted 2: Among Thieves             | Venceu          | [ 172 ]         |
| 26 de dezembro de 2009  | VG Arabia - Best of 2009 (Editors and Readers Choice awards)              | Melhores Gráficos                                                    | Uncharted 2: Among Thieves                             | Venceu          | [ 172 ]         |
| 26 de dezembro de 2009  | VG Arabia - Best of 2009 (Editors and Readers Choice awards)              | Melhores Gráficos - Escolha do Leitor                                | Uncharted 2: Among Thieves                             | Venceu          | [ 172 ]         |
| 26 de dezembro de 2009  | VG Arabia - Best of 2009 (Editors and Readers Choice awards)              | Melhor Desenho Artístico                                             | Uncharted 2: Among Thieves                             | Indicado        | [ 172 ]         |
| 26 de dezembro de 2009  | VG Arabia - Best of 2009 (Editors and Readers Choice awards)              | Melhor Desenho Artístico - Escolha do Leitor                         | Uncharted 2: Among Thieves                             | Venceu          | [ 172 ]         |
| 26 de dezembro de 2009  | VG Arabia - Best of 2009 (Editors and Readers Choice awards)              | Melhor Personagem de Videogame                                       | Nathan Drake                                           | Venceu          | [ 173 ]         |
| 26 de dezembro de 2009  | VG Arabia - Best of 2009 (Editors and Readers Choice awards)              | Melhor Personagem de Videogame - Escolha do Leitor                   | Nathan Drake                                           | Venceu          | [ 173 ]         |
| 26 de dezembro de 2009  | VG Arabia - Best of 2009 (Editors and Readers Choice awards)              | Melhor Jogo de PS3                                                   | Uncharted 2: Among Thieves                             | Venceu          | [ 173 ]         |
| 26 de dezembro de 2009  | VG Arabia - Best of 2009 (Editors and Readers Choice awards)              | Melhor Jogo de PS3 - Escolha do Leitor                               | Uncharted 2: Among Thieves                             | Venceu          | [ 173 ]         |
| 26 de dezembro de 2009  | VG Arabia - Best of 2009 (Editors and Readers Choice awards)              | Estúdio do Ano                                                       | Naughty Dog                                            | Venceu          | [ 173 ]         |
| 26 de dezembro de 2009  | VG Arabia - Best of 2009 (Editors and Readers Choice awards)              | Estúdio do Ano - Escolha do Leitor                                   | Naughty Dog                                            | Venceu          | [ 173 ]         |
| 26 de dezembro de 2009  | Premios Clipete 09                                                        | Jogo do Ano                                                          | Uncharted 2: Among Thieves                             | Empate          | [ 174 ]         |
| 27 de dezembro de 2009  | Economiza - Los mejores videojuegos del 2009: El Ranking                  | Jogo do Ano                                                          | Uncharted 2: Among Thieves                             | Venceu          | [ 175 ]         |
| 27 de dezembro de 2009  | MEGamers: Best Games of 2009                                              | Melhor Jogo de Ação-Aventura                                         | Uncharted 2: Among Thieves                             | Venceu          | [ 176 ]         |
| 27 de dezembro de 2009  | MEGamers: Best Games of 2009                                              | Melhores Gráficos                                                    | Uncharted 2: Among Thieves                             | Venceu          | [ 176 ]         |
| 27 de dezembro de 2009  | MEGamers: Best Games of 2009                                              | Melhor Jogo de PS3                                                   | Uncharted 2: Among Thieves                             | Venceu          | [ 176 ]         |
| 27 de dezembro de 2009  | MEGamers: Best Games of 2009                                              | Jogo do Ano                                                          | Uncharted 2: Among Thieves                             | Venceu          | [ 176 ]         |
| 27 de dezembro de 2009  | Economiza - Los Mejores Videojuegos del 2009                              | Jogo do Ano                                                          | Uncharted 2: Among Thieves                             | Venceu          | [ 177 ]         |
| 28 de dezembro de 2009  | Tarreo - Los 10 Mejores Juegos de 2009                                    | Jogo do Ano                                                          | Uncharted 2: Among Thieves                             | Venceu          | [ 178 ]         |
| 28 de dezembro de 2009  | GamersNET Game Awards 2009                                                | Jogo do Ano                                                          | Uncharted 2: Among Thieves                             | Terceiro        | [ 179 ]         |
| 28 de dezembro de 2009  | The Salt Lake Tribune                                                     | Jogo do Ano                                                          | Uncharted 2: Among Thieves                             | Venceu          | [ 180 ]         |
| 28 de dezembro de 2009  | Byte.me - Βραβεία Byteme 2009                                             | Melhor Jogo de PS3                                                   | Uncharted 2: Among Thieves                             | Venceu          | [ 181 ]         |
| 28 de dezembro de 2009  | Byte.me - Βραβεία Byteme 2009                                             | Jogo do Ano                                                          | Uncharted 2: Among Thieves                             | Venceu          | [ 182 ]         |
| 28 de dezembro de 2009  | Crave Online - 10 Best Games of 2009                                      | Jogo do Ano                                                          | Uncharted 2: Among Thieves                             | Venceu          | [ 183 ]         |
| 28 de dezembro de 2009  | TrustedReviews - Top Ten Games of 2009                                    | Jogo do Ano                                                          | Uncharted 2: Among Thieves                             | Venceu          | [ 184 ]         |
| 28 de dezembro de 2009  | Loading Reality - Top Ten Games of 2009 & GOTY Awards                     | Melhor Jogo de PS3                                                   | Uncharted 2: Among Thieves                             | Venceu          | [ 185 ]         |
| 28 de dezembro de 2009  | Loading Reality - Top Ten Games of 2009 & GOTY Awards                     | Melhor Jogo de Ação-aventura                                         | Uncharted 2: Among Thieves                             | Venceu          | [ 185 ]         |
| 28 de dezembro de 2009  | Loading Reality - Top Ten Games of 2009 & GOTY Awards                     | Melhores Gráficos                                                    | Uncharted 2: Among Thieves                             | Venceu          | [ 185 ]         |
| 28 de dezembro de 2009  | Loading Reality - Top Ten Games of 2009 & GOTY Awards                     | Jogo do Ano                                                          | Uncharted 2: Among Thieves                             | Venceu          | [ 185 ]         |
| 28 de dezembro de 2009  | The GamingShogun 2009 Game of the Year Awards                             | Melhor Jogo de PS3                                                   | Uncharted 2: Among Thieves                             | Venceu          | [ 186 ]         |
| 29 de dezembro de 2009  | CBC - Top Five Video Games of 2009                                        | Jogo do Ano                                                          | Uncharted 2: Among Thieves                             | Venceu          | [ 187 ]         |
| 29 de dezembro de 2009  | PCWorld - The Best Games of 2009                                          | Jogo do Ano                                                          | Uncharted 2: Among Thieves                             | Venceu          | [ 188 ]         |
| 29 de dezembro de 2009  | Terminal Gamer’s 2009 Awards                                              | Jogo do Ano do PlayStation 3                                         | Uncharted 2: Among Thieves                             | Venceu          | [ 189 ]         |
| 29 de dezembro de 2009  | Terminal Gamer’s 2009 Awards                                              | Jogo de Aventura do Ano                                              | Uncharted 2: Among Thieves                             | Venceu          | [ 190 ]         |
| 29 de dezembro de 2009  | Terminal Gamer’s 2009 Awards                                              | Jogo do Ano                                                          | Uncharted 2: Among Thieves                             | Venceu          | [ 191 ]         |
| 29 de dezembro de 2009  | Newsarama's Best Video Games of 2009                                      | Melhor Jogo do PS3                                                   | Uncharted 2: Among Thieves                             | Venceu          | [ 192 ]         |
| 29 de dezembro de 2009  | Newsarama's Best Video Games of 2009                                      | Jogo do Ano                                                          | Uncharted 2: Among Thieves                             | Venceu          | [ 192 ]         |
| 29 de dezembro de 2009  | Demo News - Games of the Year 2009                                        | Direção, design e atmosfera                                          | Uncharted 2: Among Thieves                             | Venceu          | [ 193 ]         |
| 29 de dezembro de 2009  | Demo News - Games of the Year 2009                                        | Arte e Direção                                                       | Uncharted 2: Among Thieves                             | Venceu          | [ 193 ]         |
| 29 de dezembro de 2009  | Demo News - Games of the Year 2009                                        | Tecnologia                                                           | Uncharted 2: Among Thieves                             | Venceu          | [ 193 ]         |
| 29 de dezembro de 2009  | Demo News - Games of the Year 2009                                        | Melhor Jogo de Ação                                                  | Uncharted 2: Among Thieves                             | Venceu          | [ 193 ]         |
| 29 de dezembro de 2009  | Demo News - Games of the Year 2009                                        | Jogo do Ano pelos Leitores                                           | Uncharted 2: Among Thieves                             | Indicado        | [ 193 ]         |
| 29 de dezembro de 2009  | Demo News - Games of the Year 2009                                        | Jogo do Ano                                                          | Uncharted 2: Among Thieves                             | Venceu          | [ 193 ]         |
| 29 de dezembro de 2009  | River Citie's Re@der - The Best Video Games of 2009                       | Jogo do Ano                                                          | Uncharted 2: Among Thieves                             | Venceu          | [ 194 ]         |
| 30 de dezembro de 2009  | Langweiledich - 2009: Best of Games                                       | Jogo do Ano                                                          | Uncharted 2: Among Thieves                             | Venceu          | [ 195 ]         |
| 30 de dezembro de 2009  | Overall VG Chartz Game of the Year Awards 2009                            | Melhor Tiro em Terceira Pessoa                                       | Uncharted 2: Among Thieves                             | Venceu          | [ 196 ]         |
| 30 de dezembro de 2009  | Overall VG Chartz Game of the Year Awards 2009                            | Melhor Tiro em Terceira Pessoa - Escolha do Leitor                   | Uncharted 2: Among Thieves                             | Venceu          | [ 196 ]         |
| 30 de dezembro de 2009  | Overall VG Chartz Game of the Year Awards 2009                            | Melhor Jogo de Ação-Aventura                                         | Uncharted 2: Among Thieves                             | Venceu          | [ 196 ]         |
| 30 de dezembro de 2009  | Overall VG Chartz Game of the Year Awards 2009                            | Melhor Jogo de Ação-Aventura - Escolha do Leitor                     | Uncharted 2: Among Thieves                             | Venceu          | [ 196 ]         |
| 30 de dezembro de 2009  | Overall VG Chartz Game of the Year Awards 2009                            | Melhores Gráficos                                                    | Uncharted 2: Among Thieves                             | Venceu          | [ 196 ]         |
| 30 de dezembro de 2009  | Overall VG Chartz Game of the Year Awards 2009                            | Melhores Gráficos - Escolha do Leitor                                | Uncharted 2: Among Thieves                             | Venceu          | [ 196 ]         |
| 30 de dezembro de 2009  | Overall VG Chartz Game of the Year Awards 2009                            | Melhor Trilha Sonora - Escolha do Leitor                             | Greg Edmonson - Uncharted 2: Among Thieves             | Venceu          | [ 196 ]         |
| 30 de dezembro de 2009  | Overall VG Chartz Game of the Year Awards 2009                            | Jogo do Ano                                                          | Uncharted 2: Among Thieves                             | Venceu          | [ 196 ]         |
| 30 de dezembro de 2009  | Overall VG Chartz Game of the Year Awards 2009                            | Jogo do Ano - Escolha do Leitor                                      | Uncharted 2: Among Thieves                             | Venceu          | [ 196 ]         |
| 30 de dezembro de 2009  | Journal Star - Game of the Year                                           | Jogo do Ano                                                          | Uncharted 2: Among Thieves                             | Venceu          | [ 197 ]         |
| 30 de dezembro de 2009  | FOK!games-GOTY 2009                                                       | Jogo do Ano                                                          | Uncharted 2: Among Thieves                             | Venceu          | [ 198 ]         |
| 30 de dezembro de 2009  | FOK!games-GOTY 2009                                                       | Jogo do Ano - Escolha dos Usuários                                   | Uncharted 2: Among Thieves                             | Venceu          | [ 199 ]         |
| 30 de dezembro de 2009  | Troféu Arkade – Os Melhores Jogos de 2009                                 | Jogo de Ação                                                         | Uncharted 2: Among Thieves                             | Segundo         | [ 200 ]         |
| 30 de dezembro de 2009  | Wired -The 10 Best Videogames of 2009                                     | Jogo do Ano                                                          | Uncharted 2: Among Thieves                             | Sexto           | [ 201 ]         |
| 30 de dezembro de 2009  | Blorge GOTY for 2009                                                      | Jogo do Ano                                                          | Uncharted 2: Among Thieves                             | Segundo         | [ 202 ]         |
| 30 de dezembro de 2009  | Blast’s Games of the Year                                                 | Jogo do Ano                                                          | Uncharted 2: Among Thieves                             | Terceiro        | [ 203 ]         |
| 31 de dezembro de 2009  | Bolumsonucanavari Sunar - 2009'un En İyi 10 Oyunu                         | Jogo do Ano                                                          | Uncharted 2: Among Thieves"                            | Venceu          | [ 204 ]         |
| 31 de dezembro de 2009  | DualShockers Game of the Year Awards 2009                                 | Personagem Feminina Mais Sexy                                        | Chloe Frazer                                           | Venceu          | [ 205 ]         |
| 31 de dezembro de 2009  | DualShockers Game of the Year Awards 2009                                 | Personagem Masculino Mais Sexy                                       | Nathan Drake                                           | Indicado        | [ 205 ]         |
| 31 de dezembro de 2009  | DualShockers Game of the Year Awards 2009                                 | Melhores Gráficos                                                    | Uncharted 2: Among Thieves                             | Venceu          | [ 205 ]         |
| 31 de dezembro de 2009  | DualShockers Game of the Year Awards 2009                                 | Melhores Exclusivo                                                   | Uncharted 2: Among Thieves                             | Venceu          | [ 205 ]         |
| 31 de dezembro de 2009  | DualShockers Game of the Year Awards 2009                                 | Jogo do Ano                                                          | Uncharted 2: Among Thieves                             | Venceu          | [ 205 ]         |
| 31 de dezembro de 2009  | GameShot-ui 2009nyeon Choegoui Geim                                       | Jogo do Ano                                                          | Uncharted 2: Among Thieves                             | Venceu          | [ 206 ]         |
| 31 de dezembro de 2009  | GameShot-ui 2009nyeon Choegoui Geim                                       | Melhor DLC                                                           | Uncharted 2: Among Thieves                             | Venceu          | [ 206 ]         |
| 31 de dezembro de 2009  | GameShot-ui 2009nyeon Choegoui Geim                                       | Melhores Gráficos                                                    | Uncharted 2: Among Thieves                             | Venceu          | [ 206 ]         |
| 31 de dezembro de 2009  | Eurogamer UK - Readers' Top 50 Games of 2009                              | Jogo do Ano pelos Leitores                                           | Uncharted 2: Among Thieves                             | Venceu          | [ 38 ]          |
| 31 de dezembro de 2009  | Eurogamer Deutschland - Die Top 50 Spiele des Jahres                      | Jogo do Ano                                                          | Uncharted 2: Among Thieves                             | Venceu          | [ 39 ]          |
| 31 de dezembro de 2009  | Eurogamer Nederlands - De Top 20 van 2009 Artikel                         | Jogo do Ano                                                          | Uncharted 2: Among Thieves                             | Venceu          | [ 40 ]          |
| 31 de dezembro de 2009  | 4Players: Spiele des Jahres 2009                                          | Jogo do Ano                                                          | Uncharted 2: Among Thieves                             | Venceu          | [ 207 ]         |
| 31 de dezembro de 2009  | Oscar 2009 Spaziogames                                                    | Melhor Jogo de Ação-aventura                                         | Uncharted 2: Among Thieves                             | Venceu          | [ 208 ]         |
| 31 de dezembro de 2009  | Oscar 2009 Spaziogames                                                    | Melhor Jogo de PS3                                                   | Uncharted 2: Among Thieves                             | Venceu          | [ 208 ]         |
| 31 de dezembro de 2009  | Oscar 2009 Spaziogames                                                    | Jogo do Ano                                                          | Uncharted 2: Among Thieves                             | Venceu          | [ 208 ]         |
| 31 de dezembro de 2009  | PakGamers - Game of The Year Awards 2009                                  | Estúdio do Ano                                                       | Naughty Dog                                            | Venceu          | [ 209 ]         |
| 31 de dezembro de 2009  | PakGamers - Game of The Year Awards 2009                                  | Melhor Jogo de Ação-aventura                                         | Uncharted 2: Among Thieves                             | Venceu          | [ 210 ]         |
| 31 de dezembro de 2009  | PakGamers - Game of The Year Awards 2009                                  | Melhores Gráficos                                                    | Uncharted 2: Among Thieves                             | Venceu          | [ 211 ]         |
| 31 de dezembro de 2009  | PakGamers - Game of The Year Awards 2009                                  | Melhor Jogo de PS3                                                   | Uncharted 2: Among Thieves                             | Venceu          | [ 212 ]         |
| 31 de dezembro de 2009  | PakGamers - Game of The Year Awards 2009                                  | Jogo do Ano                                                          | Uncharted 2: Among Thieves                             | Venceu          | [ 213 ]         |
| 31 de dezembro de 2009  | 2009 Lens of Truth Awards                                                 | Melhor Evolução                                                      | Uncharted 2: Among Thieves                             | Venceu          | [ 214 ]         |
| 31 de dezembro de 2009  | 2009 Lens of Truth Awards                                                 | Jogo do Ano                                                          | Uncharted 2: Among Thieves                             | Venceu          | [ 214 ]         |
| 31 de dezembro de 2009  | IXBT.Games - Itogi 2009 Goda. Vklyuchaya Luchshiye Igry                   | Melhor Jogo de Ação-aventura                                         | Uncharted 2: Among Thieves                             | Venceu          | [ 215 ]         |
| 31 de dezembro de 2009  | IXBT.Games - Itogi 2009 Goda. Vklyuchaya Luchshiye Igry                   | Melhores Gráficos                                                    | Uncharted 2: Among Thieves                             | Venceu          | [ 216 ]         |
| 31 de dezembro de 2009  | IXBT.Games - Itogi 2009 Goda. Vklyuchaya Luchshiye Igry                   | Homem do Ano                                                         | Nathan Drake                                           | Venceu          | [ 216 ]         |
| 31 de dezembro de 2009  | IXBT.Games - Itogi 2009 Goda. Vklyuchaya Luchshiye Igry                   | Homem do Ano pelos Leitores                                          | Nathan Drake                                           | Venceu          | [ 216 ]         |
| 31 de dezembro de 2009  | IXBT.Games - Itogi 2009 Goda. Vklyuchaya Luchshiye Igry                   | Melhor Jogo de PS3                                                   | Uncharted 2: Among Thieves                             | Venceu          | [ 217 ]         |
| 31 de dezembro de 2009  | IXBT.Games - Itogi 2009 Goda. Vklyuchaya Luchshiye Igry                   | Jogo do Ano pelos Leitores                                           | Uncharted 2: Among Thieves                             | Venceu          | [ 217 ]         |
| 31 de dezembro de 2009  | IXBT.Games - Itogi 2009 Goda. Vklyuchaya Luchshiye Igry                   | Jogo do Ano                                                          | Uncharted 2: Among Thieves                             | Venceu          | [ 217 ]         |
| 31 de dezembro de 2009  | Binge Gamer - 2009 Lagers of Excellence                                   | Jogo do Ano                                                          | Uncharted 2: Among Thieves                             | Venceu          | [ 218 ]         |
| 31 de dezembro de 2009  | Console Monster's Games of 2009                                           | Jogo do Ano                                                          | Uncharted 2: Among Thieves                             | Terceiro        | [ 219 ]         |
| 31 de dezembro de 2009  | New York Daily News - The Best Video Games of 2009                        | Jogo do Ano                                                          | Uncharted 2: Among Thieves                             | Venceu          | [ 220 ]         |
| 31 de dezembro de 2009  | The IncGamers - Best of 2009                                              | Melhor Desenvolvedora                                                | Naughty Dog                                            | Venceu          | [ 221 ]         |
| 31 de dezembro de 2009  | The IncGamers - Best of 2009                                              | Jogo do Ano                                                          | Uncharted 2: Among Thieves                             | Venceu          | [ 221 ]         |
| 31 de dezembro de 2009  | News My Driver - 2009 Niándù gè píngtái wǔ jiā yóuxì páiháng bǎng         | Melhor Jogo de PS3                                                   | Uncharted 2: Among Thieves                             | Venceu          | [ 222 ]         |
| 1 de janeiro de 2010    | Langaria - Los Mejores Juegos de 2009                                     | Jogo do Ano                                                          | Uncharted 2: Among Thieves                             | Venceu          | [ 223 ]         |
| 1 de janeiro de 2010    | Games on Smash - GOS Fan Choice Award                                     | Melhor Demo/Beta                                                     | Uncharted 2: Among Thieves                             | Venceu          | [ 224 ] [ 225 ] |
| 1 de janeiro de 2010    | Games on Smash - GOS Fan Choice Award                                     | Melhores Gráficos                                                    | Uncharted 2: Among Thieves                             | Venceu          | [ 224 ] [ 225 ] |
| 1 de janeiro de 2010    | Games on Smash - GOS Fan Choice Award                                     | Melhor Multiplayer                                                   | Uncharted 2: Among Thieves                             | Indicado        | [ 224 ] [ 225 ] |
| 1 de janeiro de 2010    | Games on Smash - GOS Fan Choice Award                                     | Melhor Jogo de Ação-Aventura                                         | Uncharted 2: Among Thieves                             | Venceu          | [ 224 ] [ 225 ] |
| 1 de janeiro de 2010    | Games on Smash - GOS Fan Choice Award                                     | Melhor Jogo de PS3                                                   | Uncharted 2: Among Thieves                             | Venceu          | [ 224 ] [ 225 ] |
| 1 de janeiro de 2010    | Games on Smash - GOS Fan Choice Award                                     | Estúdio do Ano                                                       | Naughty Dog                                            | Venceu          | [ 224 ] [ 225 ] |
| 1 de janeiro de 2010    | Games on Smash - GOS Fan Choice Award                                     | Jogo do Ano                                                          | Uncharted 2: Among Thieves                             | Venceu          | [ 224 ] [ 225 ] |
| 1 de janeiro de 2010    | Joystiq's Top 10 of 2009                                                  | Jogo do Ano                                                          | Uncharted 2: Among Thieves                             | Venceu          | [ 226 ]         |
| 1 de janeiro de 2010    | Gamervision - Best Game Ever 2009                                         | Jogo do Ano                                                          | Uncharted 2: Among Thieves                             | Venceu          | [ 227 ]         |
| 1 de janeiro de 2010    | Threevue - The Official 2009 Game of The Year                             | Jogo do Ano                                                          | Uncharted 2: Among Thieves                             | Venceu          | [ 228 ]         |
| 1 de janeiro de 2010    | Giant Bomb's Game of the Year 2009                                        | The Northies - Melhor Performance                                    | Nolan North                                            | Venceu          | [ 229 ]         |
| 1 de janeiro de 2010    | Giant Bomb's Game of the Year 2009                                        | Melhor Personagem Não Jogável                                        | Tenzin                                                 | Venceu          | [ 229 ]         |
| 1 de janeiro de 2010    | Giant Bomb's Game of the Year 2009                                        | Melhor Vilão                                                         | Zoran Lazarević                                        | Indicado        | [ 230 ]         |
| 1 de janeiro de 2010    | Giant Bomb's Game of the Year 2009                                        | Melhores Gráficos                                                    | Uncharted 2: Among Thieves                             | Venceu          | [ 231 ]         |
| 1 de janeiro de 2010    | Giant Bomb's Game of the Year 2009                                        | Melhor Co-op                                                         | Uncharted 2: Among Thieves                             | Indicado        | [ 231 ]         |
| 1 de janeiro de 2010    | Giant Bomb's Game of the Year 2009                                        | Somente o Melhor do Ano do PlayStation 3                             | Uncharted 2: Among Thieves                             | Venceu          | [ 232 ]         |
| 1 de janeiro de 2010    | Giant Bomb's Game of the Year 2009                                        | Jogo do Ano Edição da Comunidade                                     | Uncharted 2: Among Thieves                             | Venceu          | [ 233 ]         |
| 1 de janeiro de 2010    | Giant Bomb's Game of the Year 2009                                        | Jogo do Ano                                                          | Uncharted 2: Among Thieves                             | Venceu          | [ 233 ]         |
| 1 de janeiro de 2010    | Resolution Magazine - Readers’ Games of the Year                          | Jogo do Ano pelos Leitores                                           | Uncharted 2: Among Thieves                             | Venceu          | [ 234 ]         |
| 1 de janeiro de 2010    | Playfire - Goty 2009                                                      | Jogo do Ano                                                          | Uncharted 2: Among Thieves                             | Venceu          | [ 235 ]         |
| 1 de janeiro de 2010    | Zoknowsgaming - 2009 Best Of PS3 Video Game Awards                        | Melhor Jogo de PS3                                                   | Uncharted 2: Among Thieves                             | Venceu          | [ 236 ]         |
| 1 de janeiro de 2010    | Zoknowsgaming - 2009 Best Of PS3 Video Game Awards                        | Melhores Gráficos                                                    | Uncharted 2: Among Thieves                             | Venceu          | [ 236 ]         |
| 1 de janeiro de 2010    | Play3.de - Die Spiele des Jahres 2009                                     | Melhor Jogo de PS3                                                   | Uncharted 2: Among Thieves                             | Venceu          | [ 237 ]         |
| 1 de janeiro de 2010    | Computer Bild - Die Spele                                                 | Jogo do Ano                                                          | Uncharted 2: Among Thieves                             | Indicado        | [ 238 ]         |
| 1 de janeiro de 2010    | WorthPlaying's Top Games of 2009                                          | Jogo do Ano                                                          | Uncharted 2: Among Thieves                             | Quarto          | [ 239 ]         |
| 2 de janeiro de 2010    | Gamestyle Awards 2009                                                     | Jogo do Ano                                                          | Uncharted 2: Among Thieves                             | Indicado        | [ 240 ]         |
| 2 de janeiro de 2010    | Gamestyle Awards 2009                                                     | Melhor Jogo de PS3                                                   | Uncharted 2: Among Thieves                             | Venceu          | [ 240 ]         |
| 2 de janeiro de 2010    | Gameshark - GOTY 2009                                                     | Jogo do Ano                                                          | Uncharted 2: Among Thieves                             | Indicado        | [ 241 ]         |
| 2 de janeiro de 2010    | Gameshark - GOTY 2009                                                     | Melhor Jogo de PS3                                                   | Uncharted 2: Among Thieves                             | Venceu          | [ 242 ]         |
| 2 de janeiro de 2010    | Gameshark - GOTY 2009                                                     | Melhores Gráficos                                                    | Uncharted 2: Among Thieves                             | Venceu          | [ 243 ]         |
| 2 de janeiro de 2010    | Gameshark - GOTY 2009                                                     | Melhor Roteiro                                                       | Uncharted 2: Among Thieves                             | Venceu          | [ 243 ]         |
| 4 de janeiro de 2010    | Technologia Hecha Palabra - Los Diez Mejores Juegos del 2009              | Jogo do Ano                                                          | Uncharted 2: Among Thieves                             | Venceu          | [ 244 ]         |
| 4 de janeiro de 2010    | NBC - Game of the Year Awards 2009                                        | Melhor jogo de PS3                                                   | Uncharted 2: Among Thieves                             | Venceu          | [ 245 ]         |
| 4 de janeiro de 2010    | NBC - Game of the Year Awards 2009                                        | Melhor Ator                                                          | Nolan North                                            | Venceu          | [ 245 ]         |
| 4 de janeiro de 2010    | NBC - Game of the Year Awards 2009                                        | Melhores Cinemáticas                                                 | Uncharted 2: Among Thieves                             | Venceu          | [ 245 ]         |
| 4 de janeiro de 2010    | NBC - Game of the Year Awards 2009                                        | Jogo do Ano                                                          | Uncharted 2: Among Thieves                             | Venceu          | [ 245 ]         |
| 4 de janeiro de 2010    | Darkzero - Video Games of The Year 2009                                   | Jogo do Ano                                                          | Uncharted 2: Among Thieves                             | Venceu          | [ 246 ]         |
| 4 de janeiro de 2010    | Meio Bit - Os Melhores de 2009                                            | Melhor Jogo de PS3                                                   | Uncharted 2: Among Thieves                             | Venceu          | [ 247 ]         |
| 4 de janeiro de 2010    | Meio Bit - Os Melhores de 2009                                            | Jogo do Ano                                                          | Uncharted 2: Among Thieves                             | Segundo         | [ 247 ]         |
| 4 de janeiro de 2010    | Kuriren - 2009 års bästa spel                                             | Jogo do Ano                                                          | Uncharted 2: Among Thieves                             | Venceu          | [ 248 ]         |
| 4 de janeiro de 2010    | Unranted Games - Los Diez Mejores Juegos del 2009                         | Jogo do Ano                                                          | Uncharted 2: Among Thieves                             | Venceu          | [ 249 ]         |
| 5 de janeiro de 2010    | Gamer Limit - Game of the Year Awards 2009                                | Jogo do Ano                                                          | Uncharted 2: Among Thieves                             | Venceu          | [ 250 ]         |
| 5 de janeiro de 2010    | Eurogamer Espanã - Vuestros Favoritos de 2009                             | Jogo do Ano - Escolha dos Leitores                                   | Uncharted 2: Among Thieves                             | Venceu          | [ 41 ]          |
| 5 de janeiro de 2010    | GameRankings - Best Games of 2009                                         | Jogo do Ano                                                          | Uncharted 2: Among Thieves                             | Venceu          | [ 251 ]         |
| 5 de janeiro de 2010    | Điện tử tiêu dùng - Top 10 games năm 2009                                 | Jogo do Ano                                                          | Uncharted 2: Among Thieves                             | Venceu          | [ 252 ]         |
| 6 de janeiro de 2010    | Ungdomar - Årets Spel 2009                                                | Jogo do Ano                                                          | Uncharted 2: Among Thieves                             | Segundo         | [ 253 ]         |
| 7 de janeiro de 2010    | Eurogamer Portugal - Escolha dos Leitores 2009 - Top 10                   | Jogo do Ano - Escolha dos Leitores                                   | Uncharted 2: Among Thieves                             | Venceu          | [ 42 ]          |
| 7 de janeiro de 2010    | Sector - Najlepšie Hry Roka 2009                                          | Jogo do Ano                                                          | Uncharted 2: Among Thieves                             | Segundo         | [ 254 ]         |
| 7 de janeiro de 2010    | Sector - Najlepšie Hry Roka 2009                                          | Melhor Jogo de PlayStation 3                                         | Uncharted 2: Among Thieves                             | Venceu          | [ 254 ]         |
| 7 de janeiro de 2010    | Sector - Najlepšie Hry Roka 2009                                          | Melhor Gráficos                                                      | Uncharted 2: Among Thieves                             | Venceu          | [ 254 ]         |
| 7 de janeiro de 2010    | Sector - Najlepšie Hry Roka 2009                                          | Melhor História                                                      | Uncharted 2: Among Thieves                             | Venceu          | [ 254 ]         |
| 8 de janeiro de 2010    | Eurogamer Espanã - Nuestros Favoritos de 2009                             | Jogo do Ano                                                          | Uncharted 2: Among Thieves                             | Venceu          | [ 43 ]          |
| 8 de janeiro de 2010    | Multiplayer.it - Il Gioco dell'Anno 2009                                  | Jogo do Ano                                                          | Uncharted 2: Among Thieves                             | Venceu          | [ 255 ]         |
| 8 de janeiro de 2010    | Multiplayer.it - Il Gioco dell'Anno 2009                                  | Jogo do Ano - Escolha dos Leitores                                   | Uncharted 2: Among Thieves                             | Venceu          | [ 256 ]         |
| 8 de janeiro de 2010    | Multiplayer.it - Il Gioco dell'Anno 2009                                  | Melhor Jogo de PS3                                                   | Uncharted 2: Among Thieves                             | Venceu          | [ 256 ]         |
| 8 de janeiro de 2010    | Time - Top 10 of 2009                                                     | Jogo do Ano                                                          | Uncharted 2: Among Thieves                             | Décimo          | [ 257 ]         |
| 9 de janeiro de 2010    | eGamer Awards 2009: Game of the Year                                      | Jogo do Ano                                                          | Uncharted 2: Among Thieves                             | Indicado        | [ 258 ]         |
| 9 de janeiro de 2010    | Eurogamer Italia Awards 2009                                              | Jogo do Ano                                                          | Uncharted 2: Among Thieves                             | Venceu          | [ 44 ]          |
| 9 de janeiro de 2010    | GWJ Community Game of the Year Awards 2009                                | Melhor Jogo de PS3 pela Comunidade                                   | Uncharted 2: Among Thieves                             | Venceu          | [ 259 ]         |
| 10 de janeiro de 2010   | NewGameNetwork - Game of the Year Awards 2009                             | Melhores Gráficos (Técnico)                                          | Uncharted 2: Among Thieves                             | Indicado        | [ 30 ]          |
| 10 de janeiro de 2010   | NewGameNetwork - Game of the Year Awards 2009                             | Melhor Música                                                        | Greg Edmonson - Uncharted 2: Among Thieves             | Indicado        | [ 30 ]          |
| 10 de janeiro de 2010   | NewGameNetwork - Game of the Year Awards 2009                             | Melhor Som                                                           | Uncharted 2: Among Thieves                             | Indicado        | [ 30 ]          |
| 10 de janeiro de 2010   | NewGameNetwork - Game of the Year Awards 2009                             | Melhor Personagem                                                    | Nathan Drake                                           | Venceu          | [ 30 ]          |
| 10 de janeiro de 2010   | NewGameNetwork - Game of the Year Awards 2009                             | Melhor Dublagem                                                      | Uncharted 2: Among Thieves                             | Venceu          | [ 30 ]          |
| 10 de janeiro de 2010   | NewGameNetwork - Game of the Year Awards 2009                             | Melhor Multiplayer                                                   | Uncharted 2: Among Thieves                             | Venceu          | [ 30 ]          |
| 10 de janeiro de 2010   | NewGameNetwork - Game of the Year Awards 2009                             | Melhor Singleplayer                                                  | Uncharted 2: Among Thieves                             | Indicado        | [ 30 ]          |
| 10 de janeiro de 2010   | NewGameNetwork - Game of the Year Awards 2009                             | Melhor Plataforma                                                    | Uncharted 2: Among Thieves                             | Indicado        | [ 260 ]         |
| 10 de janeiro de 2010   | NewGameNetwork - Game of the Year Awards 2009                             | Melhor Atirador                                                      | Uncharted 2: Among Thieves                             | Indicado        | [ 260 ]         |
| 10 de janeiro de 2010   | NewGameNetwork - Game of the Year Awards 2009                             | Melhor Jogo de Ação                                                  | Uncharted 2: Among Thieves                             | Venceu          | [ 260 ]         |
| 10 de janeiro de 2010   | NewGameNetwork - Game of the Year Awards 2009                             | Melhor Jogo de Aventura                                              | Uncharted 2: Among Thieves                             | Venceu          | [ 260 ]         |
| 10 de janeiro de 2010   | NewGameNetwork - Game of the Year Awards 2009                             | Jogo do Ano                                                          | Uncharted 2: Among Thieves                             | Venceu          | [ 261 ]         |
| 12 de janeiro de 2010   | NeoGAF Games of The Year 2009 Awards                                      | Jogo do Ano                                                          | Uncharted 2: Among Thieves                             | Venceu          | [ 262 ]         |
| 12 de janeiro de 2010   | NeoGAF Games of The Year 2009 Awards                                      | Melhor Jogo de Ação                                                  | Uncharted 2: Among Thieves                             | Venceu          | [ 262 ]         |
| 12 de janeiro de 2010   | NeoGAF Games of The Year 2009 Awards                                      | Melhor Jogo de Console/PC                                            | Uncharted 2: Among Thieves                             | Venceu          | [ 262 ]         |
| 12 de janeiro de 2010   | NeoGAF Games of The Year 2009 Awards                                      | Melhor Jogo de PS3                                                   | Uncharted 2: Among Thieves                             | Venceu          | [ 262 ]         |
| 12 de janeiro de 2010   | NeoGAF Games of The Year 2009 Awards                                      | Apelo Generalizado                                                   | Uncharted 2: Among Thieves                             | Venceu          | [ 262 ]         |
| 12 de janeiro de 2010   | NeoGAF Games of The Year 2009 Awards                                      | Apaixonante                                                          | Uncharted 2: Among Thieves                             | Venceu          | [ 262 ]         |
| 12 de janeiro de 2010   | NeoGAF Games of The Year 2009 Awards                                      | Alta Qualidade                                                       | Uncharted 2: Among Thieves                             | Venceu          | [ 262 ]         |
| 12 de janeiro de 2010   | Kombo - Best and Worst of 2009                                            | Melhor Dublagem                                                      | Uncharted 2: Among Thieves                             | Venceu          | [ 31 ]          |
| 12 de janeiro de 2010   | Kombo - Best and Worst of 2009                                            | Melhor Desenvolvedora                                                | Uncharted 2: Among Thieves                             | Venceu          | [ 31 ]          |
| 12 de janeiro de 2010   | Kombo - Best and Worst of 2009                                            | Jogo do Ano                                                          | Uncharted 2: Among Thieves                             | Venceu          | [ 31 ]          |
| 13 de janeiro de 2010   | Best of IGN 2009                                                          | Jogo do Ano de PS3                                                   | Uncharted 2: Among Thieves                             | Venceu          | [ 263 ]         |
| 13 de janeiro de 2010   | Best of IGN 2009                                                          | Melhor Multiplayer de PS3                                            | Uncharted 2: Among Thieves                             | Venceu          | [ 264 ]         |
| 13 de janeiro de 2010   | Best of IGN 2009                                                          | Melhor História de PS3                                               | Uncharted 2: Among Thieves                             | Indicado        | [ 265 ]         |
| 13 de janeiro de 2010   | Best of IGN 2009                                                          | Excelência em Áudio de PS3                                           | Uncharted 2: Among Thieves                             | Venceu          | [ 266 ]         |
| 13 de janeiro de 2010   | Best of IGN 2009                                                          | Excelência Visual de PS3                                             | Uncharted 2: Among Thieves                             | Venceu          | [ 267 ]         |
| 13 de janeiro de 2010   | Best of IGN 2009                                                          | Melhor Jogo de Ação de PS3                                           | Uncharted 2: Among Thieves                             | Venceu          | [ 268 ]         |
| 13 de janeiro de 2010   | Best of IGN 2009                                                          | Melhor Jogo de Ação em Geral                                         | Uncharted 2: Among Thieves                             | Venceu          | [ 269 ]         |
| 13 de janeiro de 2010   | Best of IGN 2009                                                          | Excelência Visual em Geral                                           | Uncharted 2: Among Thieves                             | Venceu          | [ 270 ]         |
| 13 de janeiro de 2010   | Best of IGN 2009                                                          | Excelência Visual em Áudio em Geral                                  | Uncharted 2: Among Thieves                             | Venceu          | [ 271 ]         |
| 13 de janeiro de 2010   | Best of IGN 2009                                                          | Excelência em História em Geral                                      | Uncharted 2: Among Thieves                             | Venceu          | [ 272 ]         |
| 13 de janeiro de 2010   | Best of IGN 2009                                                          | Excelência em Multiplayer em Geral                                   | Uncharted 2: Among Thieves                             | Indicado        | [ 273 ]         |
| 13 de janeiro de 2010   | Best of IGN 2009                                                          | Jogo do Ano em Geral                                                 | Uncharted 2: Among Thieves                             | Venceu          | [ 36 ]          |
| 13 de janeiro de 2010   | Acegamez Awards 2009                                                      | Jogo de PS3                                                          | Uncharted 2: Among Thieves                             | Venceu          | [ 274 ]         |
| 13 de janeiro de 2010   | Acegamez Awards 2009                                                      | Melhor Jogo de Ação-aventura                                         | Uncharted 2: Among Thieves                             | Venceu          | [ 274 ]         |
| 13 de janeiro de 2010   | Acegamez Awards 2009                                                      | Melhor Visual                                                        | Uncharted 2: Among Thieves                             | Venceu          | [ 274 ]         |
| 13 de janeiro de 2010   | Acegamez Awards 2009                                                      | Melhor História                                                      | Uncharted 2: Among Thieves                             | Venceu          | [ 274 ]         |
| 14 de janeiro de 2010   | InsideGamer - Spel Van Het Jaar                                           | Jogo do Ano                                                          | Uncharted 2: Among Thieves                             | Venceu          | [ 275 ]         |
| 14 de janeiro de 2010   | Gamerzink GotY Awards                                                     | Jogo do Ano                                                          | Uncharted 2: Among Thieves                             | Indicado        | [ 276 ]         |
| 14 de janeiro de 2010   | Game Industry News - Best of 2009                                         | Melhor Jogo de PS3                                                   | Uncharted 2: Among Thieves                             | Venceu          | [ 277 ]         |
| 14 de janeiro de 2010   | Alternative Magazine Online - 2009 Roundup/Awards                         | Jogo do Ano                                                          | Uncharted 2: Among Thieves                             | Segundo         | [ 278 ]         |
| 15 de janeiro de 2010   | Game Informer - Best Of 2009                                              | Jogo do Ano                                                          | Uncharted 2: Among Thieves                             | Venceu          | [ 279 ]         |
| 15 de janeiro de 2010   | Game Informer - Best Of 2009                                              | Jogo do Ano pelos Leitores                                           | Uncharted 2: Among Thieves                             | Venceu          | [ 279 ]         |
| 15 de janeiro de 2010   | Game Informer - Best Of 2009                                              | Melhor Jogo de Ação                                                  | Uncharted 2: Among Thieves                             | Venceu          | [ 279 ]         |
| 15 de janeiro de 2010   | Game Informer - Best Of 2009                                              | Melhor Jogo de Ação pelos Leitores                                   | Uncharted 2: Among Thieves                             | Venceu          | [ 279 ]         |
| 15 de janeiro de 2010   | Game Informer - Best Of 2009                                              | Melhor Jogo de PS3                                                   | Uncharted 2: Among Thieves                             | Venceu          | [ 279 ]         |
| 15 de janeiro de 2010   | Game Informer - Best Of 2009                                              | Melhor Jogo de PS3 pelos Leitores                                    | Uncharted 2: Among Thieves                             | Venceu          | [ 279 ]         |
| 15 de janeiro de 2010   | Shiftdelete - 2009'un En İyi Oyunlarını                                   | Melhores Gráficos                                                    | Uncharted 2: Among Thieves                             | Venceu          | [ 280 ]         |
| 15 de janeiro de 2010   | Shiftdelete - 2009'un En İyi Oyunlarını                                   | Melhor Jogo de Ação                                                  | Uncharted 2: Among Thieves                             | Empate          | [ 280 ]         |
| 16 de janeiro de 2010   | Everyeye.it - Speciale Awards 2009                                        | Jogo do Ano - Escolha do Leitor                                      | Uncharted 2: Among Thieves                             | Venceu          | [ 281 ]         |
| 16 de janeiro de 2010   | Everyeye.it - Speciale Awards 2009                                        | Melhor Jogo Exclusivo de PS3                                         | Uncharted 2: Among Thieves                             | Venceu          | [ 281 ]         |
| 16 de janeiro de 2010   | Everyeye.it - Speciale Awards 2009                                        | Melhor Jogo Exclusivo de PS3 pelos Leitores                          | Uncharted 2: Among Thieves                             | Venceu          | [ 281 ]         |
| 16 de janeiro de 2010   | Everyeye.it - Speciale Awards 2009                                        | Melhores Gráficos                                                    | Uncharted 2: Among Thieves                             | Venceu          | [ 32 ]          |
| 16 de janeiro de 2010   | Everyeye.it - Speciale Awards 2009                                        | Melhores Gráficos pelos Leitores                                     | Uncharted 2: Among Thieves                             | Venceu          | [ 32 ]          |
| 16 de janeiro de 2010   | Everyeye.it - Speciale Awards 2009                                        | Melhor Trilha Sonora                                                 | Greg Edmonson - Uncharted 2: Among Thieves             | Venceu          | [ 32 ]          |
| 16 de janeiro de 2010   | Everyeye.it - Speciale Awards 2009                                        | Melhor Trilha Sonora pelos Leitores                                  | Greg Edmonson - Uncharted 2: Among Thieves             | Venceu          | [ 32 ]          |
| 16 de janeiro de 2010   | Everyeye.it - Speciale Awards 2009                                        | Melhor Roteiro                                                       | Uncharted 2: Among Thieves                             | Venceu          | [ 32 ]          |
| 16 de janeiro de 2010   | Everyeye.it - Speciale Awards 2009                                        | Melhor Roteiro pelos Leitores                                        | Uncharted 2: Among Thieves                             | Venceu          | [ 32 ]          |
| 16 de janeiro de 2010   | Everyeye.it - Speciale Awards 2009                                        | Melhor Dublagem                                                      | Uncharted 2: Among Thieves                             | Venceu          | [ 32 ]          |
| 16 de janeiro de 2010   | Everyeye.it - Speciale Awards 2009                                        | Melhor Direção Artística                                             | Uncharted 2: Among Thieves                             | Venceu          | [ 32 ]          |
| 16 de janeiro de 2010   | Everyeye.it - Speciale Awards 2009                                        | Melhor Jogo de Aventura                                              | Uncharted 2: Among Thieves                             | Venceu          | [ 282 ]         |
| 16 de janeiro de 2010   | Everyeye.it - Speciale Awards 2009                                        | Melhor Jogo de Aventura pelos Leitores                               | Uncharted 2: Among Thieves                             | Venceu          | [ 282 ]         |
| 16 de janeiro de 2010   | Game Hub Games of the Year Awards 2009                                    | Melhor Jogo de PS3                                                   | Uncharted 2: Among Thieves                             | Venceu          | [ 283 ]         |
| 16 de janeiro de 2010   | Game Hub Games of the Year Awards 2009                                    | Melhor Jogo de Ação-aventura                                         | Uncharted 2: Among Thieves                             | Venceu          | [ 283 ]         |
| 16 de janeiro de 2010   | Game Hub Games of the Year Awards 2009                                    | Jogo do Ano                                                          | Uncharted 2: Among Thieves                             | Venceu          | [ 283 ]         |
| 17 de janeiro de 2010   | IVG GOTY 2009: Overall Game of the Year                                   | Melhor Jogo de Ação-aventura                                         | Uncharted 2: Among Thieves                             | Venceu          | [ 284 ]         |
| 17 de janeiro de 2010   | IVG GOTY 2009: Overall Game of the Year                                   | Melhor Uso de Co-op                                                  | Uncharted 2: Among Thieves                             | Venceu          | [ 284 ]         |
| 17 de janeiro de 2010   | IVG GOTY 2009: Overall Game of the Year                                   | Melhor Franquia/Série                                                | Uncharted 2: Among Thieves                             | Venceu          | [ 284 ]         |
| 17 de janeiro de 2010   | IVG GOTY 2009: Overall Game of the Year                                   | Melhor Personagem                                                    | Nathan Drake                                           | Venceu          | [ 284 ]         |
| 17 de janeiro de 2010   | IVG GOTY 2009: Overall Game of the Year                                   | Momento Mais Épico dos Jogos                                         | Uncharted 2: Among Thieves                             | Venceu          | [ 284 ]         |
| 17 de janeiro de 2010   | IVG GOTY 2009: Overall Game of the Year                                   | Jogo do Ano                                                          | Uncharted 2: Among Thieves                             | Venceu          | [ 284 ]         |
| 17 de janeiro de 2010   | Konzolista - Hra Roku 2009                                                | Jogo do Ano                                                          | Uncharted 2: Among Thieves                             | Venceu          | [ 285 ]         |
| 17 de janeiro de 2010   | Konzolista - Hra Roku 2009                                                | Melhor Jogo de PS3                                                   | Uncharted 2: Among Thieves                             | Venceu          | [ 285 ]         |
| 17 de janeiro de 2010   | Konzolista - Hra Roku 2009                                                | Melhor Estúdio de 2009                                               | Naughty Dog                                            | Venceu          | [ 285 ]         |
| 17 de janeiro de 2010   | Konzolista - Hra Roku 2009                                                | Melhor História                                                      | Uncharted 2: Among Thieves                             | Venceu          | [ 285 ]         |
| 17 de janeiro de 2010   | Konzolista - Hra Roku 2009                                                | Melhores Gráficos                                                    | Uncharted 2: Among Thieves                             | Venceu          | [ 285 ]         |
| 17 de janeiro de 2010   | Konzolista - Hra Roku 2009                                                | Melhor Personagem Principal                                          | Nathan Drake                                           | Venceu          | [ 285 ]         |
| 17 de janeiro de 2010   | Konzolista - Hra Roku 2009                                                | Melhor Personagem Coadjuvante                                        | Chloe Frazer                                           | Venceu          | [ 285 ]         |
| 17 de janeiro de 2010   | Konzolista - Hra Roku 2009                                                | Melhor Som                                                           | Uncharted 2: Among Thieves                             | Venceu          | [ 285 ]         |
| 17 de janeiro de 2010   | Konzolista - Hra Roku 2009                                                | Melhor Level Design                                                  | Uncharted 2: Among Thieves                             | Venceu          | [ 285 ]         |
| 17 de janeiro de 2010   | Konzolista - Hra Roku 2009                                                | Melhor Trilha Sonora Original                                        | Greg Edmonson - Uncharted 2: Among Thieves             | Venceu          | [ 285 ]         |
| 17 de janeiro de 2010   | Konzolista - Hra Roku 2009                                                | Melhor Animação                                                      | Uncharted 2: Among Thieves                             | Venceu          | [ 285 ]         |
| 17 de janeiro de 2010   | Konzolista - Hra Roku 2009                                                | Melhor Single Player                                                 | Uncharted 2: Among Thieves                             | Venceu          | [ 285 ]         |
| 18 de janeiro de 2010   | Gamesblog.it - I giochi Top e Flop del 2009                               | Jogo do Ano                                                          | Uncharted 2: Among Thieves                             | Venceu          | [ 286 ]         |
| 18 de janeiro de 2010   | 1UP's 2009 Readers' Choice Awards                                         | Melhor Jogo de PS3 escolha dos Leitores                              | Uncharted 2: Among Thieves                             | Venceu          | [ 287 ]         |
| 18 de janeiro de 2010   | 1UP's 2009 Readers' Choice Awards                                         | Melhor Jogo de PS3                                                   | Uncharted 2: Among Thieves                             | Venceu          | [ 287 ]         |
| 18 de janeiro de 2010   | 1UP's 2009 Readers' Choice Awards                                         | Melhor Jogo de Ação-aventura pelos Leitores                          | Uncharted 2: Among Thieves                             | Venceu          | [ 288 ]         |
| 18 de janeiro de 2010   | 1UP's 2009 Readers' Choice Awards                                         | Melhor Jogo de Ação-aventura                                         | Uncharted 2: Among Thieves                             | Venceu          | [ 288 ]         |
| 18 de janeiro de 2010   | 1UP's 2009 Readers' Choice Awards                                         | Jogo do ano pelos Leitores                                           | Uncharted 2: Among Thieves                             | Venceu          | [ 289 ]         |
| 18 de janeiro de 2010   | 1UP's 2009 Readers' Choice Awards                                         | Jogo do ano                                                          | Uncharted 2: Among Thieves                             | Venceu          | [ 289 ]         |
| 18 de janeiro de 2010   | 1UP's 2009 Readers' Choice Awards                                         | Prêmio os "Deuses da GPU" pelos Efeitos Visuais Mais Impressionantes | Uncharted 2: Among Thieves                             | Venceu          | [ 48 ]          |
| 18 de janeiro de 2010   | 1UP's 2009 Readers' Choice Awards                                         | Onipresença nos Games                                                | Nolan North                                            | Venceu          | [ 48 ]          |
| 18 de janeiro de 2010   | XGN - Video Game Awards 2009                                              | Jogo do Ano                                                          | Uncharted 2: Among Thieves                             | Venceu          | [ 290 ]         |
| 19 de janeiro de 2010   | Kotaku AU - 2009 Game Of The Year                                         | Jogo do Ano                                                          | Uncharted 2: Among Thieves                             | Venceu          | [ 45 ]          |
| 22 de janeiro de 2010   | Kotaku - Game of the Year 2009: The Readers' Choice Award                 | Jogo do Ano pelos Leitores                                           | Uncharted 2: Among Thieves                             | Venceu          | [ 46 ]          |
| 22 de janeiro de 2010   | Hardware Upgrade -I Migliori Videogiochi del 2009                         | Jogo do Ano                                                          | Uncharted 2: Among Thieves                             | Quinto          | [ 291 ]         |
| 25 de janeiro de 2010   | Kotaku's 2009 Game of the Year                                            | Jogo do Ano                                                          | Uncharted 2: Among Thieves                             | Venceu          | [ 47 ]          |
| 27 de janeiro de 2010   | Muropaketti - Vuoden 2009 Parhaat Pelit -äänestyksen tulokset             | Melhor Jogo de PS3 pelos Leitores                                    | Uncharted 2: Among Thieves                             | Venceu          | [ 292 ]         |
| 1 de fevereiro de 2010  | Gameswelt - Spiel des Jahres 2009                                         | Melhor Atmosfera                                                     | Uncharted 2: Among Thieves                             | Terceiro        | [ 293 ]         |
| 1 de fevereiro de 2010  | Gameswelt - Spiel des Jahres 2009                                         | Melhores Gráficos                                                    | Uncharted 2: Among Thieves                             | Venceu          | [ 293 ]         |
| 1 de fevereiro de 2010  | Gameswelt - Spiel des Jahres 2009                                         | Melhor História                                                      | Uncharted 2: Among Thieves                             | Venceu          | [ 294 ]         |
| 1 de fevereiro de 2010  | Gameswelt - Spiel des Jahres 2009                                         | Melhor Vilão                                                         | Zoran Lazarević                                        | Terceiro        | [ 294 ]         |
| 2 de fevereiro de 2010  | The Bitbag 2009 Editor’s Choice Award Winners                             | Melhor Ação em 3D                                                    | Uncharted 2: Among Thieves                             | Venceu          | [ 295 ]         |
| 2 de fevereiro de 2010  | The Bitbag 2009 Editor’s Choice Award Winners                             | Melhores Gráficos                                                    | Uncharted 2: Among Thieves                             | Venceu          | [ 295 ]         |
| 2 de fevereiro de 2010  | The Bitbag 2009 Editor’s Choice Award Winners                             | Melhor História                                                      | Uncharted 2: Among Thieves                             | Venceu          | [ 295 ]         |
| 2 de fevereiro de 2010  | The Bitbag 2009 Editor’s Choice Award Winners                             | Melhor Desenvolvedora                                                | Uncharted 2: Among Thieves                             | Venceu          | [ 295 ]         |
| 2 de fevereiro de 2010  | The Bitbag 2009 Editor’s Choice Award Winners                             | Realização Técnica                                                   | Uncharted 2: Among Thieves                             | Venceu          | [ 295 ]         |
| 2 de fevereiro de 2010  | The Bitbag 2009 Editor’s Choice Award Winners                             | Jogo do Ano                                                          | Uncharted 2: Among Thieves                             | Venceu          | [ 295 ]         |
| 2 de fevereiro de 2010  | 2009 Game of the Year Critics Poll                                        | Jogo do Ano                                                          | Uncharted 2: Among Thieves                             | Venceu          | [ 296 ]         |
| 2 de fevereiro de 2010  | GameReactor - GOTY 2009                                                   | Jogo do Ano                                                          | Uncharted 2: Among Thieves                             | Venceu          | [ 297 ]         |
| 2 de fevereiro de 2010  | GameReactor - GOTY 2009                                                   | Design do Ano                                                        | Uncharted 2: Among Thieves                             | Venceu          | [ 297 ]         |
| 2 de fevereiro de 2010  | GameReactor - GOTY 2009                                                   | Som do Ano                                                           | Uncharted 2: Among Thieves                             | Venceu          | [ 297 ]         |
| 2 de fevereiro de 2010  | GameReactor - GOTY 2009                                                   | Tecnologia do Ano                                                    | Uncharted 2: Among Thieves                             | Venceu          | [ 297 ]         |
| 2 de fevereiro de 2010  | Gram.pl - Najlepsze Gry Roku 2009                                         | Melhor Jogo de PS3                                                   | Uncharted 2: Among Thieves                             | Venceu          | [ 298 ]         |
| 3 de fevereiro de 2010  | GameCore.se - GOTY 2009                                                   | Jogo do Ano                                                          | Uncharted 2: Among Thieves                             | Quarto          | [ 299 ]         |
| 3 de fevereiro de 2010  | Pelit - Vuoden Peli 2009                                                  | Jogo do Ano                                                          | Uncharted 2: Among Thieves                             | Quarto          | [ 300 ]         |
| 3 de fevereiro de 2010  | Pelit - Vuoden Peli 2009                                                  | Melhor Jogo de PS3                                                   | Uncharted 2: Among Thieves                             | Venceu          | [ 300 ]         |
| 17 de fevereiro de 2010 | Game Developers Choice Awards - 10th Annual Game Developers Choice Awards | Jogo do Ano                                                          | Uncharted 2: Among Thieves                             | Venceu          | [ 25 ]          |
| 17 de fevereiro de 2010 | Game Developers Choice Awards - 10th Annual Game Developers Choice Awards | Melhor Roteiro                                                       | Amy Hennig, Neil Druckmann, Josh Scherr                | Venceu          | [ 25 ]          |
| 17 de fevereiro de 2010 | Game Developers Choice Awards - 10th Annual Game Developers Choice Awards | Melhor Tecnologia                                                    | Christophe Balestra, Pal Engstad, Travis McIntosh      | Venceu          | [ 25 ]          |
| 17 de fevereiro de 2010 | Game Developers Choice Awards - 10th Annual Game Developers Choice Awards | Melhor Arte Visual                                                   | Robh Ruppel, Erick Pangilinan                          | Venceu          | [ 25 ]          |
| 17 de fevereiro de 2010 | Game Developers Choice Awards - 10th Annual Game Developers Choice Awards | Melhor Áudio                                                         | Bruce Swanson, Phil Kovats                             | Venceu          | [ 25 ]          |
| 17 de fevereiro de 2010 | Game Developers Choice Awards - 10th Annual Game Developers Choice Awards | Melhor Design de Jogo                                                | Uncharted 2: Among Thieves                             | Indicado        | [ 25 ]          |
| 17 de fevereiro de 2010 | Game Developers Choice Awards - 10th Annual Game Developers Choice Awards | Prêmio de Inovação                                                   | Uncharted 2: Among Thieves                             | Indicado        | [ 25 ]          |
| 18 de fevereiro de 2010 | Academy of Interactive Arts & Sciences - 13th Annual D.I.C.E. Awards      | Jogo do Ano                                                          | Uncharted 2: Among Thieves                             | Venceu          | [ 23 ]          |
| 18 de fevereiro de 2010 | Academy of Interactive Arts & Sciences - 13th Annual D.I.C.E. Awards      | Realização Proeminente em Direção de Jogo                            | Uncharted 2: Among Thieves                             | Venceu          | [ 23 ]          |
| 18 de fevereiro de 2010 | Academy of Interactive Arts & Sciences - 13th Annual D.I.C.E. Awards      | Jogo de Aventura do Ano                                              | Uncharted 2: Among Thieves                             | Venceu          | [ 23 ]          |
| 18 de fevereiro de 2010 | Academy of Interactive Arts & Sciences - 13th Annual D.I.C.E. Awards      | Realização Proeminente em Animação                                   | Uncharted 2: Among Thieves                             | Venceu          | [ 23 ]          |
| 18 de fevereiro de 2010 | Academy of Interactive Arts & Sciences - 13th Annual D.I.C.E. Awards      | Realização Proeminente em Engenharia Visual                          | Uncharted 2: Among Thieves                             | Venceu          | [ 23 ]          |
| 18 de fevereiro de 2010 | Academy of Interactive Arts & Sciences - 13th Annual D.I.C.E. Awards      | Realização Proeminente em Direção de Arte                            | Uncharted 2: Among Thieves                             | Venceu          | [ 23 ]          |
| 18 de fevereiro de 2010 | Academy of Interactive Arts & Sciences - 13th Annual D.I.C.E. Awards      | Realização Proeminente em História Original                          | Uncharted 2: Among Thieves                             | Venceu          | [ 23 ]          |
| 18 de fevereiro de 2010 | Academy of Interactive Arts & Sciences - 13th Annual D.I.C.E. Awards      | Realização Proeminente em Composição de Música                       | Greg Edmonson - Uncharted 2: Among Thieves             | Venceu          | [ 23 ]          |
| 18 de fevereiro de 2010 | Academy of Interactive Arts & Sciences - 13th Annual D.I.C.E. Awards      | Realização Proeminente em Engenharia de Jogabilidade                 | Uncharted 2: Among Thieves                             | Venceu          | [ 23 ]          |
| 18 de fevereiro de 2010 | Academy of Interactive Arts & Sciences - 13th Annual D.I.C.E. Awards      | Realização Proeminente em Design de Som                              | Uncharted 2: Among Thieves                             | Venceu          | [ 23 ]          |
| 18 de fevereiro de 2010 | Academy of Interactive Arts & Sciences - 13th Annual D.I.C.E. Awards      | Realização Proeminente em Design de Jogo                             | Uncharted 2: Among Thieves                             | Indicado        | [ 23 ]          |
| 18 de fevereiro de 2010 | Academy of Interactive Arts & Sciences - 13th Annual D.I.C.E. Awards      | Realização Proeminente em Jogabilidade Online                        | Uncharted 2: Among Thieves                             | Indicado        | [ 23 ]          |
| 18 de fevereiro de 2010 | Academy of Interactive Arts & Sciences - 13th Annual D.I.C.E. Awards      | Realização Proeminente em Inovação em Jogo                           | Uncharted 2: Among Thieves                             | Indicado        | [ 23 ]          |
| 18 de fevereiro de 2010 | Academy of Interactive Arts & Sciences - 13th Annual D.I.C.E. Awards      | Realização Proeminente em Performance de Personagem                  | Claudia Black como Chloe Frazer                        | Indicado        | [ 23 ]          |
| 18 de fevereiro de 2010 | Academy of Interactive Arts & Sciences - 13th Annual D.I.C.E. Awards      | Realização Proeminente em Performance de Personagem                  | Nolan North como Nathan Drake                          | Indicado        | [ 23 ]          |
| 20 de fevereiro 2010    | Gizmos - Los Cinco Mejores Videojuegos del 2009                           | Jogo do Ano                                                          | Uncharted 2: Among Thieves                             | Venceu          | [ 301 ]         |
| 20 de fevereiro 2010    | 57th Motion Pictures Sound Editors - 2010 Golden Reel Award Nominees      | Melhor Edição de Som - Entretenimento de Computação                  | Uncharted 2: Among Thieves                             | Venceu          | [ 34 ]          |
| 20 de fevereiro 2010    | Writers Guild of America Awards 2009                                      | Roteiro de Videogame                                                 | Amy Hennig                                             | Venceu          | [ 28 ]          |
| 26 de fevereiro de 2010 | 9th Annual NAVGTR Awards                                                  | Jogo do Ano                                                          | Uncharted 2: Among Thieves                             | Indicado        | [ 26 ]          |
| 26 de fevereiro de 2010 | 9th Annual NAVGTR Awards                                                  | Animação 3D                                                          | Uncharted 2: Among Thieves                             | Venceu          | [ 26 ]          |
| 26 de fevereiro de 2010 | 9th Annual NAVGTR Awards                                                  | Direção de Arte                                                      | Uncharted 2: Among Thieves                             | Venceu          | [ 26 ]          |
| 26 de fevereiro de 2010 | 9th Annual NAVGTR Awards                                                  | Direção de Câmera em Motor de Jogo                                   | Uncharted 2: Among Thieves                             | Venceu          | [ 26 ]          |
| 26 de fevereiro de 2010 | 9th Annual NAVGTR Awards                                                  | Precisão de Controle                                                 | Uncharted 2: Among Thieves                             | Indicado        | [ 26 ]          |
| 26 de fevereiro de 2010 | 9th Annual NAVGTR Awards                                                  | Direção em Cinema de Jogo                                            | Uncharted 2: Among Thieves                             | Venceu          | [ 26 ]          |
| 26 de fevereiro de 2010 | 9th Annual NAVGTR Awards                                                  | Design de Jogo                                                       | Uncharted 2: Among Thieves                             | Indicado        | [ 26 ]          |
| 26 de fevereiro de 2010 | 9th Annual NAVGTR Awards                                                  | Gráficos Técnicos                                                    | Uncharted 2: Among Thieves                             | Venceu          | [ 26 ]          |
| 26 de fevereiro de 2010 | 9th Annual NAVGTR Awards                                                  | Condutor de Performance em um Drama                                  | Nolan North                                            | Venceu          | [ 26 ]          |
| 26 de fevereiro de 2010 | 9th Annual NAVGTR Awards                                                  | Iluminação/Textura                                                   | Uncharted 2: Among Thieves                             | Venceu          | [ 26 ]          |
| 26 de fevereiro de 2010 | 9th Annual NAVGTR Awards                                                  | Efeitos de Som                                                       | Uncharted 2: Among Thieves                             | Venceu          | [ 26 ]          |
| 26 de fevereiro de 2010 | 9th Annual NAVGTR Awards                                                  | Suporte de Performance em um Drama                                   | Claudia Black                                          | Indicado        | [ 26 ]          |
| 26 de fevereiro de 2010 | 9th Annual NAVGTR Awards                                                  | Suporte de Performance em um Drama                                   | Emily Rose                                             | Indicado        | [ 26 ]          |
| 26 de fevereiro de 2010 | 9th Annual NAVGTR Awards                                                  | Roteiro em um Drama                                                  | Uncharted 2: Among Thieves                             | Venceu          | [ 26 ]          |
| 26 de fevereiro de 2010 | 9th Annual NAVGTR Awards                                                  | Sequência em Jogo de Aventura                                        | Uncharted 2: Among Thieves                             | Venceu          | [ 26 ]          |
| 4 de março de 2010      | Gullstikka 2009                                                           | Prêmio da Crítica                                                    | Uncharted 2: Among Thieves                             | Venceu          | [ 302 ]         |
| 6 de março de 2010      | Gry-online - Gra Roku 2009                                                | Melhor Jogo de PS3 pelos Leitores                                    | Uncharted 2: Among Thieves                             | Venceu          | [ 303 ]         |
| 6 de março de 2010      | Gry-online - Gra Roku 2009                                                | Melhores Gráficos pelos Leitores                                     | Uncharted 2: Among Thieves                             | Venceu          | [ 303 ]         |
| 15 de março de 2010     | 8th Annual Game Audio Network Guild Awards                                | Áudio do Ano                                                         | Uncharted 2: Among Thieves                             | Venceu          | [ 304 ]         |
| 15 de março de 2010     | 8th Annual Game Audio Network Guild Awards                                | Música do Ano                                                        | Uncharted 2: Among Thieves                             | Empate          | [ 304 ]         |
| 15 de março de 2010     | 8th Annual Game Audio Network Guild Awards                                | Melhor Design de Som                                                 | Uncharted 2: Among Thieves                             | Venceu          | [ 304 ]         |
| 15 de março de 2010     | 8th Annual Game Audio Network Guild Awards                                | Melhor Áudio de Cinemática/Cut-scene                                 | Uncharted 2: Among Thieves                             | Venceu          | [ 304 ]         |
| 15 de março de 2010     | 8th Annual Game Audio Network Guild Awards                                | Melhor Diálogo                                                       | Uncharted 2: Among Thieves                             | Venceu          | [ 304 ]         |
| 15 de março de 2010     | 8th Annual Game Audio Network Guild Awards                                | Melhor Instrumental Original                                         | "Reunion" - Greg Edmonson - Uncharted 2: Among Thieves | Venceu          | [ 304 ]         |
| 15 de março de 2010     | 8th Annual Game Audio Network Guild Awards                                | Melhor Trilha Sonora                                                 | Greg Edmonson - Uncharted 2: Among Thieves             | Indicado        | [ 305 ]         |
| 15 de março de 2010     | 8th Annual Game Audio Network Guild Awards                                | Melhor Composição Interativa                                         | Uncharted 2: Among Thieves                             | Indicado        | [ 305 ]         |
| 15 de março de 2010     | 8th Annual Game Audio Network Guild Awards                                | Melhor Uso de Multi-canal Surround                                   | Uncharted 2: Among Thieves                             | Indicado        | [ 305 ]         |
| 19 de março de 2010     | British Academy Games Awards - Video Games Awards                         | Melhor Jogo de Ação                                                  | Uncharted 2: Among Thieves                             | Venceu          | [ 27 ]          |
| 19 de março de 2010     | British Academy Games Awards - Video Games Awards                         | Realização Artística                                                 | Uncharted 2: Among Thieves                             | Indicado        | [ 27 ]          |
| 19 de março de 2010     | British Academy Games Awards - Video Games Awards                         | Melhor Jogo                                                          | Uncharted 2: Among Thieves                             | Indicado        | [ 27 ]          |
| 19 de março de 2010     | British Academy Games Awards - Video Games Awards                         | Melhor Jogabilidade                                                  | Uncharted 2: Among Thieves                             | Indicado        | [ 27 ]          |
| 19 de março de 2010     | British Academy Games Awards - Video Games Awards                         | Melhor Multiplayer                                                   | Uncharted 2: Among Thieves                             | Indicado        | [ 27 ]          |
| 19 de março de 2010     | British Academy Games Awards - Video Games Awards                         | Composição Original                                                  | Greg Edmonson - Uncharted 2: Among Thieves             | Venceu          | [ 27 ]          |
| 19 de março de 2010     | British Academy Games Awards - Video Games Awards                         | Melhor História                                                      | Uncharted 2: Among Thieves                             | Venceu          | [ 27 ]          |
| 19 de março de 2010     | British Academy Games Awards - Video Games Awards                         | Melhor Uso de Áudio                                                  | Uncharted 2: Among Thieves                             | Venceu          | [ 27 ]          |
| 19 de março de 2010     | British Academy Games Awards - Video Games Awards                         | Melhor Uso de Online                                                 | Uncharted 2: Among Thieves                             | Indicado        | [ 27 ]          |
| 19 de março de 2010     | British Academy Games Awards - Video Games Awards                         | Jogo do Ano                                                          | Uncharted 2: Among Thieves                             | Indicado        | [ 27 ]          |
| 19 de março de 2010     | Dataspelsgalan - Årets Spel                                               | Melhor Jogo de Ação                                                  | Uncharted 2: Among Thieves                             | Venceu          | [ 306 ]         |
| 19 de março de 2010     | Dataspelsgalan - Årets Spel                                               | Jogo do Ano                                                          | Uncharted 2: Among Thieves                             | Venceu          | [ 306 ]         |
| 23 de abril de 2010     | Hobbyconsolas - Los 10 Mejores Juegos de 2009                             | Jogo do Ano                                                          | Uncharted 2: Among Thieves                             | Indicado        | [ 307 ]         |
| 23 de abril de 2010     | Hobbyconsolas - Los 10 Mejores Juegos de 2009                             | Melhor Jogo do Ano de PS3                                            | Uncharted 2: Among Thieves                             | Venceu          | [ 307 ]         |
| 3 de junho de 2010      | Merlin'in Kazanı - 2009 yılının en iyi oyunları                           | Melhor Jogo de PS3                                                   | Uncharted 2: Among Thieves                             | Venceu          | [ 308 ]         |
| 3 de junho de 2010      | Merlin'in Kazanı - 2009 yılının en iyi oyunları                           | Melhor Jogo de Ação                                                  | Uncharted 2: Among Thieves                             | Venceu          | [ 308 ]         |
| 3 de junho de 2010      | Merlin'in Kazanı - 2009 yılının en iyi oyunları                           | Melhores Gráficos                                                    | Uncharted 2: Among Thieves                             | Venceu          | [ 308 ]         |
| 3 de junho de 2010      | Merlin'in Kazanı - 2009 yılının en iyi oyunları                           | Melhor Jogo de PS3 pelos Leitores                                    | Uncharted 2: Among Thieves                             | Venceu          | [ 308 ]         |
| 3 de junho de 2010      | Merlin'in Kazanı - 2009 yılının en iyi oyunları                           | Melhor Jogo de Ação pelos Leitores                                   | Uncharted 2: Among Thieves                             | Venceu          | [ 308 ]         |
| 3 de junho de 2010      | Merlin'in Kazanı - 2009 yılının en iyi oyunları                           | Melhores Gráficos pelos Leitores                                     | Uncharted 2: Among Thieves                             | Venceu          | [ 308 ]         |
| 3 de junho de 2010      | Merlin'in Kazanı - 2009 yılının en iyi oyunları                           | Melhor Estúdio                                                       | Naughty Dog                                            | Venceu          | [ 308 ]         |
| 3 de junho de 2010      | Merlin'in Kazanı - 2009 yılının en iyi oyunları                           | Melhor Estúdio pelos Leitores                                        | Naughty Dog                                            | Venceu          | [ 308 ]         |
| 3 de junho de 2010      | Merlin'in Kazanı - 2009 yılının en iyi oyunları                           | Jogo do Ano                                                          | Uncharted 2: Among Thieves                             | Venceu          | [ 308 ]         |
| 3 de junho de 2010      | Merlin'in Kazanı - 2009 yılının en iyi oyunları                           | Jogo do Ano pelos Leitores                                           | Uncharted 2: Among Thieves                             | Venceu          | [ 308 ]         |
| 8 de junho de 2010      | Gamers Choice Awards 2010                                                 | Jogo do Ano                                                          | Uncharted 2: Among Thieves                             | Empate          | [ 309 ]         |
| 8 de junho de 2010      | Gamers Choice Awards 2010                                                 | Música Favorita                                                      | Greg Edmonson - Uncharted 2: Among Thieves             | Venceu          | [ 309 ]         |
| 8 de junho de 2010      | Gamers Choice Awards 2010                                                 | Espertalhona Favorita                                                | Chloe Frazer                                           | Venceu          | [ 309 ]         |
| 3 de julho de 2010      | PC Dome AZ Év Játéka 2009                                                 | Melhor Jogo para Console                                             | Uncharted 2: Among Thieves                             | Segundo         | [ 310 ]         |
| 11 de abril de 2014     | O Vertice - Os 10 melhores Jogos de Cada Ano da Última Década             | Jogo do Ano                                                          | Uncharted 2: Among Thieves                             | Venceu          | [ 311 ]         |
| 1 de julho de 2017      | MeriStation Juego del Año 2009                                            | Jogo do Ano                                                          | Uncharted 2: Among Thieves                             | Segundo         | [ 312 ]         |
| 2 de dezembro de 2018   | Cubiq - Luchshiye Igry 2009 Goda                                          | Jogo do Ano                                                          | Uncharted 2: Among Thieves                             | Décimo Quinto   | [ 313 ]         |
| 13 de dezembro de 2019  | Iron Gamers - Samyye Krutyye Igry 2009 Goda                               | Jogo do Ano                                                          | Uncharted 2: Among Thieves                             | Décimo Primeiro | [ 314 ]         |
| 19 de dezembro de 2019  | Gameple - GOTY Susangjag’ Chongjeongli                                    | Jogo do Ano                                                          | Uncharted 2: Among Thieves                             | Venceu          | [ 315 ]         |
| 11 de novembro de 2023  | TripleJump - 10 Best Games Of 2009                                        | Jogo do Ano                                                          | Uncharted 2: Among Thieves                             | Venceu          | [ 316 ]         |